# LGBT práva ve Spojených státech amerických

Neoficiální duhová vlajka USA

Duhová mapa Spojených států amerických

Duhová mapa Aljašky, součásti USA

Práva leseb, gayů, bisexuálů, transgender osob atd. (LGBT) se ve Spojených státech amerických v posledních letech značně rozvíjejí, přičemž legislativa a postoj k nim se liší stát od státu. Počínaje 26. červnem 2003 je dobrovolná sexuální aktivita mezi dospělými a zákonně způsobilými osobami stejného pohlaví celostátně legální, a to z rozhodnutí Nejvyššího soudu Spojených států amerických v kauze Lawrence vs. Texas. Od 26. června 2015 je párům stejného pohlaví umožněno ve všech státech uzavírat manželství, a to z rozhodnutí Nejvyššího soudu Spojených států amerických, který se takto usnesl v kauze Obergefel vs. Hodges.
Největší zásluhu na rozvoji LGBT práv ve Spojených státech lze připsat právě Nejvyššímu soudu Spojených státech amerických, který v letech 1996-2015 rozhodoval ve čtyřech klíčových případech, a to takto: "V kauze Romer vs. Evans zrušil zákon zakazující uznání homosexuálů coby chráněné menšiny. V kauze Lawrence vs. Texas prohlásil veškeré zákony proti sodomii za neústavní. V kauze Windsor vs. Spojené státy americké zrušil Sekci 3 federálního Zákona o ochraně manželství, která do té doby zapovídala legalizaci manželství pro osoby stejného pohlaví a v kauze Obergeffel vs. Hodges zlegalizoval manželství na celostátní úrovni."
Zákony týkající se LGBT v oblasti rodičovství a rovném zacházení se stále liší podle jednotlivých států. Legální věk způsobilosti k pohlavnímu styku se v jednotlivých právních řádech pohybuje v rozmezí od 16-18 let, přičemž leckde je ještě stále stanovený různě pro muže a ženy a pro heterosexuální a homosexuální vztahy.
21 států, vč. Washingtonu, D.C. a Portorika staví mimo zákon diskriminaci osob jiné sexuální orientace a 19 států, vč. Washingtonu, D. C. a Portorika chrání před diskriminací i osoby jiné genderové identity. Zločiny z nenávisti páchané z motivu jiné sexuální orientace nebo genderové identity oběti jsou trestány podle federálního Zákona proti zločinům z nenávisti z r. 2009. V r. 2012 včlenila Komise pro rovné příležitosti v pracovněprávních vztazích do Zákona o ochraně občanských práv Oddíl VII. zakazující tvorbu pracovních míst explicitně zaměřených na osoby jiné genderové identity, neboť toto shledává jako pohlavně diskriminační. Dále ještě v r. 2015 tato samá komise včlenila do Oddílu VII. také ustavení zakazující diskriminaci na základě sexuální orientace, protože i to lze považovat za pohlavní diskriminaci.
Adopce dětí homosexuálními páry je na celém území Spojených států amerických uzákoněná od června 2015. Nicméně i v adopční politice jsou znát patrné rozdíly mezi jednotlivými státy. Některé totiž umožňují adopci i nesezdaným párům, zatímco jiné toto neumožňují.
V dnešní době[kdy?] jsou veškeré útoky proti homosexuálům ve všech 51 státech trestány. I slovní útoky pokutou od 5 000 do 70 000 dolarů. V extrémních případech může být uložen i trest odnětí svobody až na 6 let. To činí USA státem s nejsilnější legislativní ochranou LGBT komunity na světě.[zdroj⁠?!]
Občanská práva LGBT menšiny jsou ve Spojených státech hájena různými organizacemi, které působí ve všech oblastech veřejného života, včetně politiky. Patří mezině Human Rights Campaign, Lambda Legal, Gay & Lesbian Advocates & Defenders (GLAD), American Civil Liberties Union (ACLU) a National Center for Lesbian Rights.

## LGBT práva, federální zákony a jednotlivé státy

### Antidiskriminační zákony

#### Zdravotnictví
Dne 14. dubna 2010 prezident Barack Obama vydal prezidentské nařízení Ministerstvu zdravotnictví sepsat nové zákony zavazující všechny nemocnice a zdravotnická zařízení přijímat finanční prostředky z fondů sociálního zabezpečení. Nedílnou součástí této nové legislativy bylo i právo gayů a leseb navštěvovat své protějšky v nemocnici, být informováni o jejich zdravotním stavu a mít v případě úmrtí status vdovy nebo vdovce. Právě toto všechno legislativa mnohých států neumožňuje. Obama v oblasti této problematiky poukázal na případ jedné lesbické rodiny na Floridě, kdy jedna ze dvou matek ležela na smrtelné posteli, přičemž její partnerce a čtyřem dětem byla znemožněno navštívit ji v nemocnici.

#### Bydlení

Státy zakazující diskriminaci na základě sexuální orientace nebo genderové identity. Ministerstvo sociálních věcí a rozvoje měst zakazuje všem poskytovatelům ubytovacích služeb hrazených z jeho fondů diskriminaci osob jiné sexuální orientace nebo genderové identity.
Zakázaná diskriminace osob jiné sexuální orientace nebo genderové identity v oblasti bydlení
Zakázaná pouze diskriminace osob jiné sexuální orientace v oblasti bydlení
Bez vyhraněného postoje/situace je nejasná

Odbor rovného zacházení v oblasti bydlení (FHEO) je součástí Ministerstva sociálních věcí a rozvoje měst a jeho náplní práce je vymáhání federálních zákonů garantujících všem občanům Spojených států amerických rovné zacházení v oblasti práva na důstojné bydlení. Za diskriminaci v oblasti bydlení lze podle platného Zákona o ochraně občanských práv považovat nerovné zacházení ze strany pronajímatele s jeho momentálními, případně potenciálními nájemci. Ve Spojených státech amerických neplatí žádný federální zákon přímo zakazující diskriminaci na základě sexuální orientace nebo genderové identity, ale minimálně 21 států a mnoho velkých měst takovou legislativu má. Například Zákon o bydlení č. 2661.
V r. 2012 Ministerstvo sociálních věcí a rozvoje měst - Odbor rovného zacházení v oblasti bydlení vydalo nařízení zakazující LGBT diskriminaci ve federálně-asistovaných programech na podporu bydlení. Nařízení obsahuje ustanovení, podle nějž jsou veškeré programy na podporu bydlení konané pod záštitou odboru otevřené všem způsobilým osobám bez ohledu na jejich sexuální orientaci nebo genderovou identitu. Odbor je odpovědný za vymáhání všech zákonů o rovném zacházení v oblasti bydlení zakazujících diskriminaci v soukromě i veřejně podporovaných programech na podporu bydlení:
- Zákon o rovném přístupu k bydlení
- Oddíl VI. Zákona o ochraně občanských práv z r. 1964
- Sekce 503 Zákona o rehabilitaci z r. 1973
- Sekce 109 Oddílu 1 Zákona o obcích a rozvoji bydlení
- Oddíl II. Zákona o Američanech bez omezení z r. 1990
- Zákon o architektonických bariérách z r. 1968
- Zákon o věkové diskriminaci z r. 1975
- Oddíl IX. Zákona o vzdělání

#### Pracovní právo

Současná antidiskriminační legislativa USA v pracovněprávních vztazích
Zákaz diskriminace na základě sexuální orientace nebo genderové identity na celém trhu práce
Zákaz diskriminace osob jiné sexuální orientace na základě anti-diskriminační vyhlášky a jiné genderové identity výhradně ve státním sektoru
Zákaz diskriminace osob jiné sexuální orientace: celý trh práce
Zákaz diskriminace osob jiné sexuální orientace nebo genderové identity:státní sektor
Zákaz diskriminace osob jiné sexuální orientace: státní sektor
Žádná právní ochrana LGBT zaměstnanců

Ve Spojených státech neplatí žádné federální zákony zakazující diskriminaci na základě sexuální orientace nebo genderové identity v zaměstnání. Protekce na státní úrovni je limitovaná. Existují sice určitá nařízení garantující právní ochranu vládním zaměstnancům, nicméně jejich pole působnosti je omezené pouze na státní sektor. 22 států, Washington, D.C., Portoriko a dalších 140 měst a regionů přijalo anti-diskriminační zákony chránící práva osob jiné sexuální orientace a/nebo genderové identity v pracovním poměru. Podle této platné legislativy lze za diskriminaci v zaměstnání považovat znatelně viditelné rozdílné zacházení a předsudky při pracovním pohovoru, povyšování, rozdělování pracovních úkolů, ukončování pracovního poměru, přiznávání práva na odstupné a další různé formy harassmentu. Ve Spojených státech platí určité podpůrné právní předpisy vycházející z angloamerického práva - precedenty vyhodnocující diskriminaci na základě sexuální orientace v pracovněprávních vztazích jako právní chybu.
Prezidenti USA v době výkonu své funkce vydávali určitá prezidentská nařízení garantující právní ochranu zaměstnancům působícím ve federální vládě. V r. 1995 prezident Bill Clinton vydal prezidentské nařízení č. 12968 týkající se kritérií pro výkon bezpečnostních prověrek, které zahrnovalo sexuální orientaci do antidiskriminačního jazyka: "Na vládní půdě Spojených států amerických se nepřipouští žádná forma diskriminace na základě rasy, barvy pleti, náboženského vyznání, pohlaví, národnosti, zdravotního stavu a sexuální orientace v rámci poskytování důvěrných informací." Dále rovněž zdůrazňuje, že nelze dojít k žádnému závěru ohledně oprávněného přístupu k důvěrným informacím "mohou být pouze rozšiřovány o sexuální orientaci zaměstnance." Clintonovo prezidentské nařízení č. 13087 v r. 1998 zakazovalo diskriminaci na základě sexuální orientace v konkurenčních službách federálních civilních pracovních sil. Týkalo se valné většiny federálních zaměstnanců s výjimkou příslušníků ozbrojených sil.
Začátkem r. 2010 vládní kabinet prezidenta Baracka Obamy rozhodl o zařazení osob jiné genderové identity do diskriminací ohrožených skupin po domluvě s Komisí pro rovné příležitosti v pracovněprávních vztazích. V r. 2012 včlenila Komise pro rovné příležitosti v pracovněprávních vztazích do Zákona o ochraně občanských práv Oddíl VII. zakazující tvorbu pracovních míst explicitně zaměřených na osoby jiné genderové identity, neboť toto shledává jako pohlavně diskriminační. Dále ještě v r. 2015 tato samá komise včlenila do Oddílu VII. také ustavení zakazující diskriminaci na základě sexuální orientace, protože i to lze považovat za pohlavní diskriminaci.
Dne 21. července 2014 prezident Obama vydal prezidentské nařízení č. 13672 zařazující osoby jiné genderové identity do diskriminací ohrožených skupin v oblasti přijímacích pohovorů ve federálních civilních pracovních silách a osoby jiné sexuální orientace i genderové identity do diskriminací ohrožených skupin v přijímacích pohovorech a pracovněprávních vztazích na půdě federální vlády.

#### Trestní právo
Zákony proti zločinům z nenávisti, resp. trestným činům motivovaným předsudky vůči jednotlivcům či skupinám, slouží k ochraně všech jimi ohrožených osob. Až do r. 2009 se podle federálních zákonů proti zločinům z nenávisti (1969) považoval za naplnění jejich skutkové podstaty jakýkoliv trestný čin páchaný z motivu jiné rasy, barvy pleti, náboženského vyznání či národnosti oběti. Mimo jiné obsahovaly dodatek, že se obětem musí dostat federální ochrany. V říjnu 2009 byl schválen Kongresem tzv. Shepardův zákon, který rozšířil definici trestných činů z nenávisti o pohlaví, sexuální orientaci, genderovou identitu a zdravotní stav. Na druhou stranu ale došlo k odstranění požadavku federální ochrany obětí. President Obama podepsal tento zákon 28. října 2008.
V USA dále platí dva zákony, konkrétně Zákon o statistice zločinů z nenávisti (1990) a Zákon o zaznamenávání trestných činů bezpečnostními složkami (1997), které ukládají povinnost Ministerstvu vnitra, Federálnímu úřadu pro vyšetřování a policejním univerzitám shromažďovat a zveřejňovat statistiku zločinů z nenávisti.

Současná legislativa USA týkající se zločinů z nenávisti vůči LGBT lidem. Některé státy mají ve svých trestních řádech zahrnutý jak pojem sexuální orientace, tak i genderová identita
Sexuální orientace i genderová identita zahrnuty v trestních zákonech
Sexuální orientace zahrnutá v trestních zákonech
Povinnost vést statistiku trestných činů z nenávisti vůči jiným sexuálním orientacím
Trestní řád pojmy sexuální orientace a genderová identita nezná

45 států, Distrikt Kolumbie a Portoriko mají své vlastní zákony proti násilí motivovaném předsudky, s výjimkou Arkansasu, Georgie, Indiany, Jižní Karolíny a Wyomingu. Všech 45 postihuje projevy nenávisti a předsudků vůči osobám na základě jejich rasy, náboženského vyznání a etnika; 32 zdravotního stavu; 32 sexuální orientace; 28 pohlaví; 13 věku; 18 genderové identity; 5 politického přesvědčení. 31 států a Distrikt Kolumbie mají ještě také zákony udávající povinnost tyto trestné činy nahlašovat. 27 států a Distrikt Kolumbie mají ve svých zákonech rovněž zahrnutou požadavek na vedení statistiky zločinů z nenávisti, přičemž 16 z nich se výhradně věnuje homofobním zločinům.
V kauze Winconsin vs. Mitchell (1993) Nejvyšší soud Spojených států amerických jednomyslně rozhodl, že státy mající přísné zákony proti zločinům z nenávisti jednají v naprostém souladu s Ústavou, čímž de facto smetl ze stolu navrženou novelu ústavního práva rozšiřující právo svobodného projevu.

### Manželské návštěvy
Pouze 6 států USA umožňuje manželské návštěvy ve výkonu trestu odnětí svobody, konkrétně Kalifornie, Connecticut, Mississippi (stát), Nové Mexiko, New York (stát) a Washington (stát), ty jsou přístupné jak pro heterosexuální, tak i pro homosexuální manželské páry od června 2015. V červnu 2007 se Kalifornie v reakci na přijetí nového zákona zavazujicího státní agentury rovně zacházet s registrovanými a manželskými páry stala prvním americkým státem, který umožnil homosexuálním párům manželské návštěvy ve věznicích. Podle nového pravidla se manželské návštěvy připouštějí pouze v případě, že se jedná buď o manželský stejnopohlavní pár nebo o registrované partnery, přičemž k uzavření manželství nebo partnerství musí dojít před nástupem k výkonu trestu odnětí svobody. V dubnu 2011 podobné zákony přijal i New York na rozdíl od Kalifornie ale s dodatkem, že se musí jednat o homosexuální manželské páry.

### Branný zákon
Do r. 1993 bylo osobám s homosexuální orientací oficiálně zakázáno sloužit v armádě, poté se prostřednictvím novely branného zákona přijalo nové pravidlo, kdy v rámci vojenské politiky "Don't ask, don't tell" mohli homosexuální muži a ženy působit v ozbrojených silách pouze pod podmínkou, že budou svoji sexuální orientaci tajit. Teprve až v r. 2010 bylo toto diskriminační ustanovení po důkladném zvážení vládních představitelů ohledně tehdejší situace v ozbrojených silách zrušeno, čímž gayové a lesby získali možnost otevřeně působit v armádě. Od 20. září 2011 gayové, lesby a bisexuálové nabyl nový branný zákon účinnosti. Nicméně transsexuálům je služba v armádě zatím stále znemožněná z důvodu stanoviska Ministerstva obrany, které považuje inverzní pohlavní identifikaci za zdravotní handicap bránící jím postižené osobě v řádném působení v ozbrojených složkách. 13. července 2015 prohlásil nynější ministr obrany Ashton Carter současný branný zákon zakazující transsexuálním osobám službu v armádě za zastaralý, s dnešní dobou nekompatibilní dodatek, a oznámil, že se hodlá v následujících šesti měsících zabývat jeho smysluplností a prospěšností pro současnou armádní politiku.

### Dárcovství krve a tkáně
V USA se současné vedení Úřadu pro kontrolu potravin a léčiv permanentně odmítá zabývat možností krevního dárcovství mužů mající sex s muži, a to od r. 1977 až dodnes. Mimo jiné úřad odmítá z důvodu prevence i přijímání tkáně od mužů, o nichž se ví, že měli pohlavní styky s jinými muži, případně nejsou známy fakta o jejich sexuálním životě.

## Transgender práva ve Spojených státech
Identifikuje-li se osoba jako transgender, má se typicky za to, že její pohlavní identita neshoduje s anatomickým pohlavím. Některé transgender osoby mají však buďto pohlavní identitu dvojí (muž, žena), anebo vícečetnou (genderqueer, agender, pagender, kulturně-specifické třetí pohlaví a více).
Míra diskriminace transgender komunity je obecně velmi vysoká, zejména její barevné části. Obvyklými příklady takové diskriminace nebo jiných forem útlaku jsou násilí, zločiny z nenávisti, bezdomovectví, chudoba, sexuální obtěžování,diskriminace v bydlení, diskriminace na trhu práce, harassment, šikana, úřední šikana, násilí ze strany vězeňských a imigračních služeb, ponižující letištní kontroly,HIV/AIDS a nerovný přístup ke zdravotní péči, nadměrná byrokracie a jiné překážky v přístupu ke změně pohlaví (dokumenty a požadovaná chirurgie), ekonomické a sociální bariéry v přístupu ke změně pohlaví (vysoké náklady zdravotní péče a její následné odpírání) a další. Ti (ne všichni), kteří mají problém s uplatněním na trhu práce, často spadávají do trestné činnosti, zejména prostituce, aby si zajistili živobytí. Příčina tohoto jevu je připisována právě ekonomickému násilí a diskriminaci.
Média, politici a tím pádem i společnost mívají tendenci transgender osoby spíše zesměšňovat a marginalizovat, čímž jejich neutěšenou situaci ještě zhoršují. V reakci na toto zveřejnila v r. 2016 koalice více než 250 organizací proti sexuálnímu a domácímu násilí joint letter prohlášení proti nepravdivému a škodlivému označování transgender osob coby sexuálních predátorů.  Zrovna tak i organizace GLAAD vydala následující zprávu pro tisk , v níž požaduje rovný přístup transgender komunity na veřejné toalety.
Mnoho aktivistů za práva transgender osob taktéž volá buď po úplném zrušením segregace veřejných toalet na dámské a pánské, případně požaduje, aby mohly transgender osoby používat takové toalety, které odpovídají jejich preferovanému pohlaví. Poukazují především na to, že na toaletách určených pro jejich biologické pohlaví často čelí násilí. Veškeré genderově-neutrální toalety jsou taktéž prospěšné pro kojící matky, rodiče s dítětem opačného pohlaví a handicapované osoby. Transgender aktivisté trvají na tom, že genderově-neutrální toalety jsou pouze předmětem volby, bezpečí, soukromí a důstojnosti.

## Stejnopohlavní manželství a homoparentalita

### Manželství

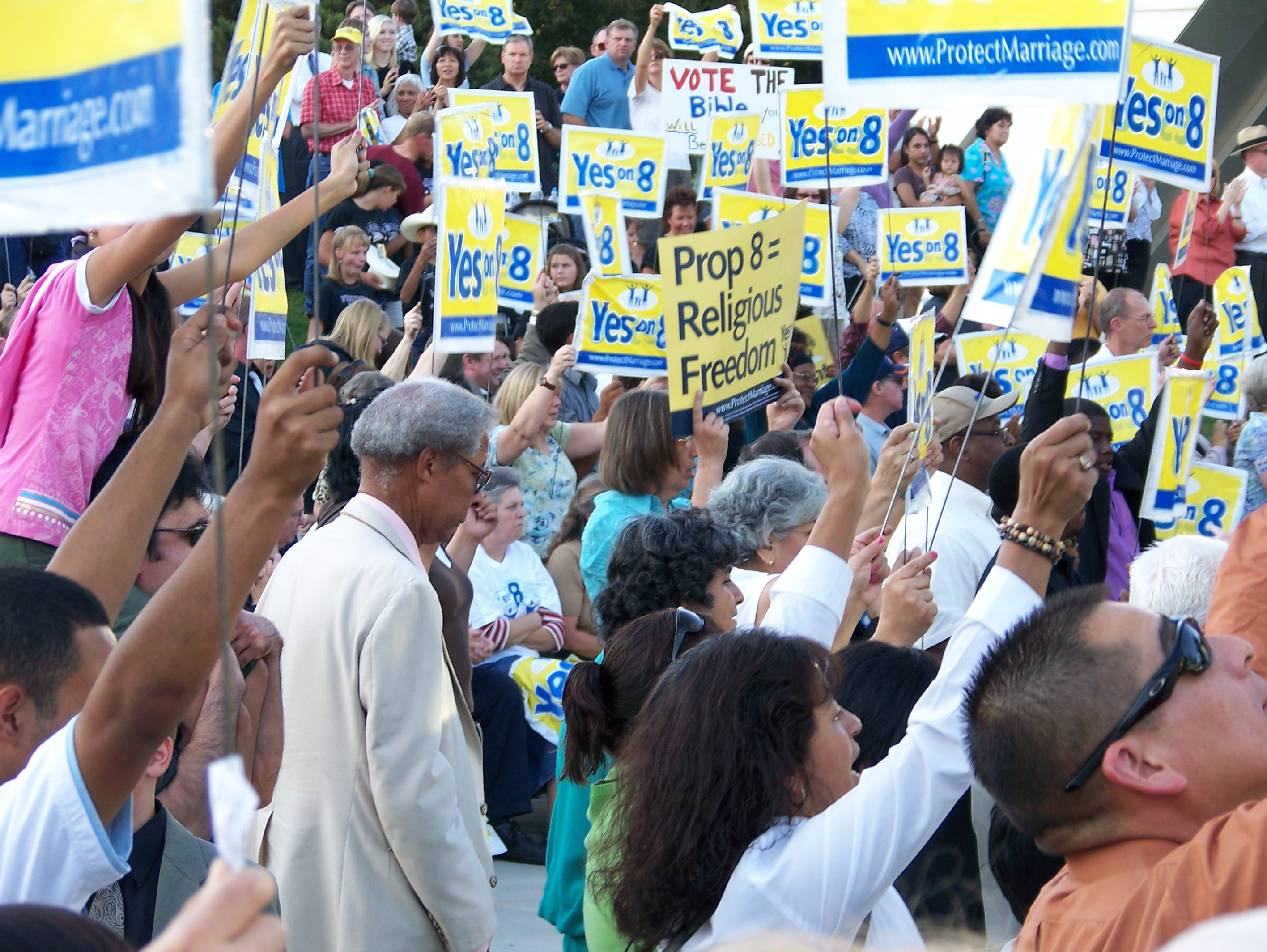
Manifestace na podporu Návrhu č. 8 ve Fresnu, stát Kalifornie, říjen 2008

K prvním pokusům o zpřístupnění manželských práv a povinností pro páry stejného pohlaví ve Spojených státech začalo docházet už v 70. letech 20. století, nicméně s 40 let trvající neúspěšností. 17. května 2004 Massachusetts jako první americký stát a jako šestá jurisdikce ve světě vůbec legalizoval stejnopohlavní manželství, a to z šest měsíců starého rozhodnutí Nejvyššího soudního dvoru Massauchusetts. Před federálním uzákoněním stejnopohlavního manželství se k tomuto stejnému kroku odhodlalo 38 států; z toho 25 rozhodnutím soudu, 10 řádným legislativním procesem a 3 referendem. Některé státy se ke stejnopohlavnímu manželství dostaly kombinací více způsobů legalizace.
26. června 2015 se díky rozhodnutí Nejvyššího soudu Spojených států amerických zlegalizovalo stejnopohlavní manželství na celostátní úrovni s odůvodněním, že jeho znepřístupnění homosexuálním párům je v rozporu s ústavním pořádkem země. Tímto se genderově-neutrální manželství uzákonilo ve všech 50 amerických státech, vč. District of Colombia, Portorika, Guamu, Amerických panenských ostrovů a Severní Mariany. V Americké Samoi se momentálně vedou pře mezi úředníky, zda uvést právní řád teritoria do kompatibility s rozhodnutím, tudíž je tam situace manželství pro osoby stejného pohlaví ještě nevyřešená.

### Dějiny legislativy

#### Historie stejnopohlavního manželství
Zákonodárci 14 států a District of Columbia schválili návrh novely zákona stejnopohlavním manželství, přičemž ve čtyřech byly tyto pokusy mařeny vety guvernérů. Pouze ve Vermontu se podařilo guvernérské veto přehlasovat. Ve výsledku 10 států uzákonilo manželství pro osoby stejného pohlaví prostřednictvím řádného legislativního procesu.

#### Historie civilních svazků, registrovaného partnerství a jiných forem stejnopohlavního soužití
Ještě před federální legalizací stejnopohlavního manželství umožnilo 15 států USA homosexuálům uzavírat různé právní instituty typu civilních svazků nebo registrovaného partnerství. Mnohé z nich tuto formu soužití ve svém právním řádu ponechalo jako jakýsi ekvivalent k institutu manželství přístupný pro homosexuální, leckde i heterosexuální páry.

### Dějiny plebiscitů a referend
Ve 33 amerických státech se konalo referendum o manželství homosexuálních párů, přičemž ve všech (kromě jednoho) se odhlasoval zákaz stejnopohlavních manželství či jakékoliv jiné alternativy tohoto soužití. V rámci listopadových voleb 2012 se ve Washingtonu, Marylandi a Maine konaly referenda o ústavním zákazu stejnopohlavního manželství. Na konci voleb se Maryland, Maine a Washington staly prvními státy, které legalizovaly stejnopohlavní manželství z lidové iniciativy , zatímco v Minnesotě voliči pouze odmítli zákaz.
Kromě tohoto se ještě v dalších státech konalo mnoho dalších referend o zákazu LGBT osobám vykonávat určitá povolání a o anti-diskriminačních zákonech.

### Zákonné překážky

#### Zákon o ochraně manželství
V důsledku soudního procesu u Nejvyššího soudu Havaje r. 1996 byla postoupena Kongresu výzva ohledně přijetí Zákona o ochraně manželství, podle něhož je nepřípustné, aby federální vláda legalizovala manželství osob stejného pohlaví s působností na celém území Spojených států amerických čili s povinností každého států uznávat formy stejnopohlavního soužití uzavřené v jiném státě.
26. června 2013 shledal Nejvyšší soud Spojených států Sekci 3 tohoto zákona jako neústavní, konkrétně v kauze Spojené státy vs. Windsor.

#### Dodatky Ústavy
Legalizace stejnopohlavních manželství v Massachusetts r. 2004 nezůstala bez následků a promítla se i do právního řádu 14 států, které ihned na to přijaly nové ústavní zákony zakazující stejnopohlavní manželství, leckde i soužití.
Ve všech těchto 28 státech byla přijat ústavní dodatek zakazující legalizaci manželství osob stejného pohlaví prostřednictvím zákonodárného či soudního procesu, jednalo se o: Alabamu, Aljašku, Arizonu, Kalifornii, Colorado, Floridu, Georgii, Idaho, Kansas, Kentucky, Louisianu, Michigan, Mississippi, Missouri, Montanu, Nebrasku, Nevadu, Severní Karolínu, Severní Dakotu, Ohio, Oklahomu, Oregon, Jižní Karolínu, Jižní Dakotu, Tennessee, Texas, Utah, Virginii a Wisconsin.
Na Havaji prošel měkčí dodatek Ústavy, který pouze kladl větší důraz na rozhodnutí zákonodárců o zákazu stejnopohlavního manželství, který přijali v r. 1993.
6. listopadu 2012 se Minnesota stala prvním státem, ve kterém během ústavního referenda neprošel zákaz stejnopohlavního manželství, a to v poměru 53 % k 47 % voličů.
Všechny tyto ústavní zákazy byly v červnu 2015 shledány jako nekompatibilní s Ústavou Spojených států amerických, konkrétně v kauze Obergefell.

#### Další právní předpisy
Poté co v r. 1996 prošel Zákon o ochraně manželství, mnoho zákonodárců jednotlivých států přijalo své vlastní podpůrné manželství chránící zákony, které zakazovaly stejnopohlavní manželství. Prvním z nich se stal v r. 1972 Maryland následován dalšími, z nichž všechny, kromě Nového Mexika, přijaly své vlastní zákony zakazující manželství osob stejného pohlaví, platné až do června 2015.

### Zákony o LGBT rodičovství

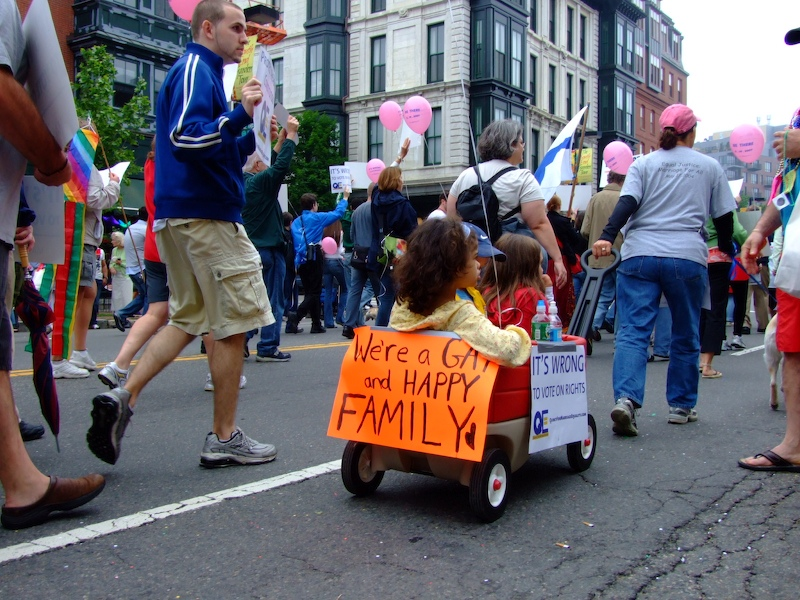
Červnový každoroční pochod Boston Pride

Po rozsudku v kauze Obergefell je homosexuálním párům na celém území Spojených států amerických umožněná adopce dětí. Před červnem 2015 se postoj k homoparentalitě lišil stát od státu.

### Veřejné mínění
Výzkum z března 2014 provedený pod záštitou Washington Post/ABC News ukázal, že stejnopohlavní manželství má podporu 59 % Američanů, zatímco ten samý v únoru 2014 ukazoval 56 % podporu. Jiný výzkum od společnosti Gallup z r. 2012 ukazoval 62 % podporu adopce dětí homosexuálními páry.

#### Podpora
Předními podporovateli LGBT práv v USA jsou všeobecně liberálové a libertarianisté. Na regionální úrovni je LGBT hnutí nejsilnější a nejvíce politicky zaštiťované v severních částech země, na západním pobřeží a ve velkých aglomeracích. Národní Republikánská strana si stále drží svoji oficiální platformu, jíž je opozice proti iniciativám podporujícím LGBT práva na počátku 21. století. Organizacemi zastupujícími práva sexuálních menšin v rámci této strany jsou Log Cabin Republicans, GOProud, Young Conservatives For The Freedom To Marry a College Republicans za Pensylvánskou univerzitu a Columbia University. Výzkum konaný v březnu 2014 ukázal, že 40 % Republikánů podporuje stejnopohlavní manželství. V r. 2013 52 % Republikánů a podobně smýšlejících respondentů ve věkovém rozmezí 18-49 let vyjádřilo ve výzkumu Washington Post-ABC News podporu stejnopohlavního manželství.

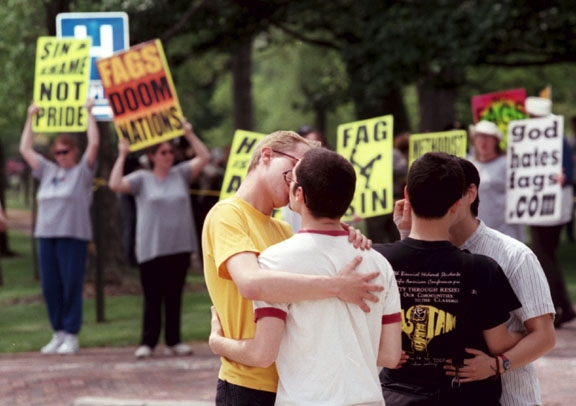
Studenti líbající se u před protestanty z Westborské baptistické církve na Oberlin College v Ohiu

#### Opozice
Předními oponenty rozvoje LGBT práv v USA jsou všeobecně političtí a náboženští konzervativci. Svůj postoj odůvodňují s poukazem na biblické citáty a pasáže napříč Starým a Novým zákonem. Na regionální úrovni je odpor proti LGBT hnutí nejvíce patrný na jihu USA, ve venkovských oblastech a aglomeracích s většinou konzervativní populací.
V důsledku vzniku řady hnutí za stejnopohlavní manželství, vzniká mnoho národních i mezinárodních organizací bojujících proti němu. Tyto organizace, mezi něž patří Asociace amerických rodin, Křesťanská koalice, Rady pro rodinu, Zájem o rodinu, Za naše děti, Národní asociace pro výzkum a terapii homosexuality, národní Republikánská strana, Římskokatolická církev, Církev Ježíše Krista Svatých posledních dnů, Jižní baptistická konvence, Aliance za manželství, Fond přátelství a obrany, Za svobodu a Národní organizace za manželství. Dle stanoviska Southern Powerty Law Center je část těchto skupin oficiálně prohlášená otevřeně nenávistnou vůči sexuálním menšinám.

## Rozsudky Nejvyššího soudu USA
V březnu 1956 vydal federální okresní soud zákaz distribuce gay magazínu ONE: The Homosexual Magazine prostřednictvím Pošty USA z důvodu obscénnosti podle federálního Comstockova zákona. Tento rozsudek byl následně potvrzen soudem vyšší instance, nicméně v r. 1958 Nejvyšší soud USA rozhodl v té samé záležitosti, konkrétně v kauze One, Inc. vs. Olesen, opačně poměrem hlasů 354:371 čímž zrušil platnost rozsudku soudu nižší instance a zároveň vytvořil nový precedent pro obdobné případy, např. Roth vs. Spojené státy, 354:476 (1957). Díky tomuto se zlegalizovala publikace a distribuce tiskovin s homosexuální zásilkovou službou. 22. května 1967 shledal Nejvyšší soud USA Zákon o imigraci a nabývání amerického občanství (1952), podle nějž je homosexualita překážkou k získání azylu, jako kompatibilní s ústavním pořádkem země. Tento zákon byl účinný až o r. 1991.
V r. 1972 byl v Tacomě, ve státu Washington pedagog s dvacet let dobrými pracovními výsledky vyhozen ze zaměstnání, když jej jeho bývalý student vyoutoval zástupci ředitele. Washingtonský nejvyšší soud tento krok podpořil s odůvodněním, že homosexualita je amorální a neslučitelná s učitelskou profesí. Svůj verdikt dále zakončil poukazem na definici homosexuality v Nové katolické encyklopedii, kde se o ní píše jako o chování pohybujícím se na hraně zákona, které činí z osoby jej praktikující osobu nedůvěryhodnou, a tudíž nezpůsobilou práce s dětmi a mládeží. 3. října 1977 se Nejvyšší soud USA vydal rozhodl touto záležitostí dále nezabývat, ačkoliv soudci Brennan a Marshall byli zpočátku pro. Jednalo se o první případ diskriminace homosexuální osoby, o němž se tehdy mluvilo v médiích, konkrétně na třech TV kanálech s 60 milionovou sledovaností.
V r. 1985 rozhodoval Nejvyšší soud v kauze National Gay Task Force vs. Board of Education ohledně záležitosti první a čtrnácté novely zakazující školám a školským zařízení rozvázat pracovní poměr s otevřeně homosexuálními pedagogy. Soud rozhodl v tomto případě rovným počtem hlasů, tedy 4:4, čímž částečně zpomalil legislativní proces.
Rovněž také v r. 1985 se Nejvyšší soud zamítl žádost o odvolání v kauze Gay Student Services vs. Texas A&M University, kdy bylo tamní univerzitě nařízené dát spolku homosexuálních studenty coby studentů status studentské organizace.
30. června 1986 Nejvyšší soud USA rozhodl v kauze Bowers vs. Hardwick, že homosexuální pohlavní styk není předmětem práva na soukromí v rámci Čtrnáctého dodatku Ústavy Spojených států amerických.
20. května 1996 Nejvyšší soud USA rozhodl v kauze Romer vs. Evans, že dodatek Coloradské Ústavy, který zakazoval každému městu, obci či jinému samosprávnému celku přijímat vyhlášky chránící práva homosexuálních a bisexuálních občanů před diskriminací na základě sexuální orientace, je v rozporu s ústavním pořádkem.
4. března 1996 Nejvyšší soud USA rozhodl v kauze Oncale vs. Sundowner Offshore Services tak, že federální zákony zakazující sexuální obtěžování na pracovišti se týkají i osob téhož pohlaví. Nicméně soudy nižší instance si jeho uplatňování vysvětlili "svým vlastním způsobem".
28. června 2000 Nejvyšší soud USA rozhodl v kauze Boy Scouts of America vs. Dale tak, že Skautské oddíly mají podle Prvního dodatku Ústavy právo nepřijímat do svých řad osoby jiné sexuální orientace, a to bez ohledu na platné zákony o ochraně občanských práv.

### Lawrence vs. Texasa zákony týkající se stejnopohlavní sexuální aktivity

Zákony proti sodomii ve Spojených státech amerických a jejich postupné rušení desetiletí po desetiletí. Některé státy mají ve svém právním řádu stále zákaz sodomie, a to i navzdory rozhodnutí Nejvyššího soudu USA, který je prohlásil za neústavní, konkrétně v kauze Lawrence vs. Texas
Zákony zrušené nebo prohlášené za neústavní před r. 1970.
Zákony zrušené nebo prohlášené za neústavní v letech 1970-1979.
Zákony zrušené nebo prohlášené za neústavní v letech 1980-1989.
Zákony zrušené nebo prohlášené za neústavní v letech 1990-1999.
Zákony zrušené nebo prohlášené za neústavní v letech 2000-2002.
Zákony zrušené prostřednictvím rozsudku Nejvyššího soudu USA v r. 2003.

26. června 2003 rozhodl v kauze Lawrence vs. Texas Nejvyšší soud USA takto: "Právo na dobrovolnou sexuální aktivitu konanou v soukromí mezi způsobilými osobami je právem garantovaným Ústavou Spojených států amerických, konkrétně jejím Čtrnáctým dodatkem." Tento rozsudek sepsaný soudcem Anthonym Kennedym zrušil platnost rozsudku soudu nižší instance v kauze Bowers vs. Hardwick. I přesto však existují státy, které zákony proti sodomii dosud nezrušily , což má za následek stále trvající harašment a perzekuci homosexuálních osob ze strany tamních státních orgánů.
Ještě před r. 2003 byla stejnopohlavní sexuální aktivita ilegální ve čtrnácti amerických státech, Portoriku a v ozbrojených silách USA.
Rozsudku Nejvyššího soudu USA předcházelo zrušení zákonů proti sodomii ze strany 29 států, District of Columbia a 5 teritorií prostřednictvím řádného legislativního procesu. Po odstranění dodatku v branném zákoně podporujícím armádní politiku "Don't ask Don't Tell' došlo také ke zrušení veškeré zákony proti sodomii v ozbrojených složkách USA. Zákony proti sodomii byly ve 20 státech USA prohlášeny za neústavní, a to buď z rozhodnutí jejich vlastního Nejvyššího soudu nebo ze státní žaloby. Georgie, Louisiana, Maryland, Massachusetts, Minnesota a Virginie, všechny tyto státy mají zrušené zákony proti sodomii z rozhodnutí soudu, ačkoliv jejich zákonodárci je oficiálně neodstranili. 18. dubna 2013 guvernér Montany podepsal návrh novely zákona zrušujícího veškeré dodatky týkající se sodomie, kterému předcházelo jeho prohlášení neústavním z rozhodnutí Nejvyššího soudu Montany.

### Rozsudky legalizující manželství osob stejného pohlaví na federální úrovni
Přesně 10 let po rozsudku v kauze Lawrence vydal Nejvyšší soud USA (26. června 2013) v poměru hlasů 5:4 další rozhodnutí, konkrétně v kauze Spojené státy vs. Windsor, na základě nějž prohlásil Sekci 3 Zákona o ochraně manželství zakazující federální legalizaci stejnopohlavního manželství za neústavní. Soud toto dříve platné ustanovení shledal za nekompatibilní se Čtrnáctým dodatkem Ústavy USA. Ihned poté přiznala federální vláda manželským párům stejného pohlaví na své půdě rovná práva a povinnosti.
26. června 2015 rozhodl Nejvyšší soud USA v kauze Obergefell vs. Hodges, že znemožňovat párům stejného pohlaví uzavírat manželství je neústavní, čímž zpřístupnil homosexuálním párům institut manželství na celém území Spojených států amerických.

## První prezidenti USA
George Washington jako vrchní velitel kontinentální armády
Při výcviku nové Americké armády využíval generál George Washington těch nejmodernějších taktik drilů, jimiž se inspiroval od Friedricha Wilhelma von Steubena (1730-94), který působil v Německém generálním štábu. Von Steuben utekl z Německa kvůli trestnímu procesu za provozování homosexuality. V únoru 1778 se přihlásil do Washingtonovy armády ve Valley Forge, vojenském táboře v jihovýchodní Pensylvánii, v doprovodu svých dvou společníků. Po čase se stal americkým generálem a starším poradcem Washingtona. I přesto, že byl znám pro své tehdy nezřízené sexuální chování, nebyl nikdy pro něj prověřován, a po válce odešel do kongresní penze.
První historicky známý případ antipatie vůči homosexuálům působícím v Americké armádě je proces s poručíkem Frederickem Gottholdem Enslinem z 11. března 1778. Enslin byl předvolán před vojenský soud. Podle zprávy generála George Washingtona se poručík Enslin působící v Malcolmově pluku měl pokusit o sodomii. Washingtonův sekretariát se k celému případu vyjádřil takto: "Jeho excelence vrchní velitel souhlasí s uložením trestu Opovržení a nenávisti, jež se běžně ukládá těm, co se takto nechvalně známým trestným činem proviní. Enslin se tímto vylučuje z řad Ozbrojených sil Spojených států amerických, a to s okamžitou platností.
John Adams
V r. 1801 přijal Kongres tzv. Ustavující zákon D.C., podle nějž se platné trestní zákony států Maryland a Virginie aplikovaly i do nově konstituovaného Distriktu s tím, že to, co bylo platné v Marylandu, bylo platné i v části Distriktu dříve spadající pod Maryland, a naopak to, co platilo ve Virginii, platilo i na území Distriktu postoupeném Virginií. V té době platily v Marylandu zákony proti sodomii týkající se pouze svobodných mužů, na základě nichž mohl soud tomu, kdo je poruší uložit trest obecně prospěšných prací s tím, že odsouzený si může vybrat, kdy dané práce vykoná a jakého druhu za podmínky, že se ve lhůtě sedmi let nedopustí trestného činu stejného druhu. Jednalo se především o silniční opravy v rámci okresu, kde odsouzený žil, případně o opravy, údržbu a úklid ulic v hlavním městě Baltimore. Otroci, kteří byli shledáni vinnými ze sodomie, se popravovali. Podobně tomu bylo i ve Virginii, kdy se svobodným mužům ukládal 1 rok až 10 let a otrokům smrt. Tyto zákony se staly na území Distriktu účinnými 27. února 1801.
Thomas Jefferson jako virginský guvernér
V r. 1779 Thomas Jefferson sepsal zákon, na základě něhož se muži vinní ze sodomie kastrovali. Nicméně to, co by se dalo zpočátku považovat za proces Jeffersonovy liberalizace virginských zákonů proti sodomii, bylo ihned v tu samou dobu nahrazeno zrušením této legislativy a jejím nahrazením přísnější, v níž šlo za sodomii uložit i trest smrti.
Andrew Jackson
V r. 1831 Kongres přijal vlastní trestní zákony platné pro Kolumbijský distrikt, v nichž sodomie nebyla zahrnutá. To ve výsledku znamenalo, že veškeré zločiny a přečiny nezahrnované v těchto nových zákonech se trestaly tak jako doposud. V té době měly Maryland a Virginie za sodomii trestní sazbu 1 roku až 10 let počínaje od 2. března 1831.
Benjamin Harrison
V r. 1892 Kongres přijal zákon platný pro Kolumbijský distrikt, jehož cílem mělo být zachovávání veřejného pořádku a prosperity Kolumbijského distriktu. Skupinou, jíž se tento zákon zabýval, byly převážně osoby živící se prostitucí, ale i ti co žili ustavičně nezřízeným způsobem života obecně. Všichni odsouzení pachatelé tohoto trestného činu měli možnost zaplatit kauci ve výši 200 dolarů a ve zkušební době šesti měsíců vykazovat známky slušného chování. Zákon nabyl účinnosti od 29. července 1892.

## Prezidenti počátku 20. století

### William McKinley
V r. 1898 Kongres výše uvedený zákon novelizoval a zpřísnil jeho znění tak, že z něj vymazal slovo "ustavičně". Toto ve výsledku znamenalo, že vinným šlo shledat i toho, kdo se jednorázově dopustil nějakého prohřešku proti veřejné morálce. Dále se kauce navýšila na 500 dolarů a zákon se stal genderově-neutrálním. Účinnosti nabyl 8. července 1898.
V r. 1901 Kongres přijal nové zákony platné pro Kolumbijský distrikt, které sjednotily jeho právní řád s řády zbytku USA, podle nichž se za porušení mravnostních zákonů ukládal trest 5 let vězení a pokuty 1 000 dolarů. Účinnosti nabyl 3. března 1901.

### Woodrow Wilson
14. prosince 1916 vetoval prezident Woodrow Wilson tzv. Imigrační zákon (1917) zakazující vstup na území Spojených států všem jedincům, kteří byli buď shledáni mentálně narušenými či jinak nekompatibilními s "ústavními zásadami". Jelikož se v té době homosexualita považovala za duševní poruchu, Imigrační a naturalizační úřad často využíval formulaci tohoto zákona k zabránění vstupu do země přistěhovalcům s odhalenou menšinovou sexuální orientací. 5. února 1917 Kongres přehlasoval prezidentské veto a ještě ten rok zákon nabyl účinnosti.
1. března 1917 vešly v účinnost nové Válečné stanovy. Součástí jejich implementace byl přezkum starých stanov z r. 1806, do kterých se zahrnul důraz na kázeň v armádě a policii. Do kategorie Jiné zločiny a přečiny byl přidán Článek 93, na základě nějž šlo předvolat jakoukoli osobu, která je zároveň subjektem vojenského práva, a jíž byl prokázán pokus o sodomii před vojenský soud, jež pak rozhodne o následném trestu.
4. června 1920 Kongres modifikoval Článek 93 Válečných stanov (1916) tak, že z jednoho trestného činu učinil dva. Jedním z nich byla sodomie považovaná za zločin a postihovaná přísněji než pouhý přečin pokusu o ní. Nové stanovy se staly účinnými 4. února 1921.

### Franklin Roosevelt

#### Náměstek Ministerstva námořnictva
V roce 1919 se Franklin D. Roosevelt v té době vykonávající funkci náměstka Ministerstva námořnictva zasazoval o větší důraz na vyšetřování mravních nezřízeností v námořních řadách. Do tohoto procesu byly zahrnuty i tajné špionážní akce cílené na pokus o svedení námořníků podezíraných z homosexuality. V důsledku tohoto bylo uvězněno a následně postaveno před vojenský soud nejméně 17 námořníků, dokud nátlak veřejnosti nedonutil Senát od těchto praktik neprodleně ustoupit.

#### Prezident
V roce 1935 přijal Kongres zákon platný pro Kolumbijský distrikt, který postavil mimo zákon každého, kdo pozve, zláká, přiměje či navede jiné osoby k pozvání, zlákání či přinucení jednotlivce nebo skupiny k návštěvě místa jeho/jejího bydliště, případně jiného typu obydlí, vč. veřejných míst, za účelem prostituce či jinak společensky nepřijatelného chování. Osobám usvědčeným z výše uvedeného trestného činu mohl soud uložit až 90 dní trvající odnětí svobody a pokutu v maximální výši 100 dolarů, přičemž byl oprávněn uložit obviněnému dodatečnou povinnost podstoupit lékařské a psychologické vyšetření za účelem stanovení diagnózy a s ní souvisejícího léčebného procesu. Dále mohl ukládat další nařízení, které shledával za nezbytná z hlediska ochrany veřejnosti, postihu, kontroly a nápravy pachatele. Zákon se stal účinným ke 14. srpnu 1935.
V roce 1941 přijal Kongres nový socializační zákon platný pro Kolumbijský distrikt, který prohlašoval za tuláky i osoby páchající nemravné sexuální akty za peníze. Zákon vstoupil v účinnost k 17. prosinci 1941.

### Harry Truman
V roce 1948 přijal Kongres první zákon proti sodomii platný pro Kolumbijský distrikt, na základě nějž šlo všem osobám usvědčeným ze sodomie uložit až 10letý trest odnětí svobody nebo peněžitý trest v maximální výši 1000 dolarů. Součástí tohoto zákona bylo i ustanovení ohledně duševní stránky pachatelů, což opravňovalo soud dodatečně ukládat pachatelům i povinné léčení. Zákon se stal účinným k 9. červnu 1948.
5. června 1950 přijal Kongres za podpory prezidenta Harryho S. Trumana Jednotný zákon o vojenském soudnictví, který vešel v účinnost k 31. květnu 1951. Podle platného Článku 125 byl postaven mimo zákon ten, kdo vykonal s osobou stejného i opačného pohlaví soulož proti zákonům přírody nebo soulož se zvířetem a zároveň působil ve vojenských složkách. Za splnění skutkové podstaty tohoto trestného činu se považovala i vzájemná penetrace."
25. června 1952 Truman vetoval Imigrační a naturalizační zákon (1952) z důvodu jeho diskriminačních a s americkými hodnotami neslučitelných ustanovení. Zákon totiž zakazoval vstupu na území Spojených států cizincům s duševními poruchami, epilepsií či jiných mentálních defektů. Kongres později prezidentské veto přehlasoval a zákon se stal platným.

### Dwight Eisenhower
27. dubna 1953 vydal prezident Dwight Eisenhower prezidentské nařízení č. 10450 zakazující federálním zaměstnancům členství ve skupinách nebo organizacích považovaných za podvratné. V nařízení byla mimo jiné zmíněná i "sexuální perverze" coby bezpečnostní riziko a tím pádem oprávněný důvod k odepření výkonu práce ve federálních složkách, případně i k okamžitému rozvázání pracovního poměru. Nařízení vstoupilo v účinnost k 27. květnu 1953.
Ačkoliv v nařízení nebyla žádná explicitní zmínka o homosexualitě, mělo za následek několik let trvající období rizika zaměstnávání homosexuálů ve státním sektoru. Podle vyjádření generálního prokurátora Herberta Brownella Jr. spočíval smysl nařízení v ochraně loajality a zamezení bezpečnostních rizik, přičemž on sám rozlišoval mezi dvěma nežádoucími subjekty: "Zaměstnanci představující bezpečnostní riziko z důvodu neloajality a poddávání se zrádným myšlenkám, anebo zaměstnanci, jejichž osobní zvyklosti jsou takové, že by mohli být vydíráni lidmi prahnoucích po ohrožení bezpečnosti země."
Tisk tento krok označil za převratný. The Washington Post prohlásil, že pravým smyslem nařízení není ani tak ochrana loajality, jako spíše kádrování zaměstnanců. Kromě toho i samotní členové vlády přiznali existenci nového "integritně-bezpečnostního" programu. Jak sám tisk předpokládal, někteří z nich pak byli následně propuštěni z federálních složek, většinou z důvodů nadměrného požívání alkoholických nápojů, nenapravitelných pomluv, homosexuality a nervozity."
V r. 1953 novelizoval Kongres socializační zákon platný pro Kolumbijský distrikt tak, že z něj odstranil ustanovení o pravomoci soudce ukládat obžalovanému další dodatečné podmínky, a že navýšil maximální pokutu na 250 dolarů. Maximální výše trestu odnětí svobody byla ponechána taková jaká byla, tedy 90 dní. Zákon vešel v účinnost k 29. červnu 1953.

### Lyndon B. Johnson

#### Senátor za Texas
2. února 1950 hlasoval senátor Lyndon B. Johnson pro přijetí Jednotného zákona o vojenském soudnictví.

#### Prezident
19. října 1964 byl Walter Jenkins, dlouholetý asistent prezidenta Johnsona, přistižen Metropolitní policií Washingtonu, D.C. při nemravnostech s jiným mužem v odpočívárně spolku YMCA. Prokázalo se, že si oba sjednali schůzku za účelem pohlavního styku právě na tomto místě.
Ihned poté, ještě před zahájením Prezidentských voleb r. 1964, poslala Americká společnost pro duševní zdraví prezidentu Johnsonovi nótu s protestem proti přílišné hysterii vázající se ke kauze:
Soukromý život a sexuální preference občanů, ať už vládních či nevládních, nemá žádný výrazný vliv na jejich řádné, účelné a zodpovědné působení při výkonu povolání. To, zda je nějaký jedinec homosexuální, na což se v kauze pana Jenkinse kladl obzvlášť velký důraz, samo o sobě nevypovídá o tom, že by mohl představovat vyšší bezpečnostní riziko případně komplikace spojené s pracovní činnosti než heterosexuální jedinec.
3. října 1965 Johnson podepsal Imigrační a národnostní zákon (1965), na základě něhož šlo zamezit vstupu na území Spojených států imigrantům se sexuální deviací. Zákon vešel v účinnost 30. června 1968.

## Prezidenti po Stonewallu

### Richard Nixon

#### Prezident
V srpnu 1970 odpověděl prezident Richard Nixon na otázku ohledně názoru na stejnopohlavní manželství takto: "Zas až tak moc daleko zajít nemůžu. Leda tak v r. 2000! Černí a bílí, OK. Ale tohle je moc!"
13. května 1971 se Nixon zapojil do diskuse s Johnem D. Ehrlichmanem a H. R. Haldemanem ohledně negativního vnímání homosexuality. Svá tvrzení opíral o zánik Starověkého Řecka s odkazem na jeho podporu homosexuálních vztahů. Dále dával homosexualitu do souvislosti s částmi San Francisca známými vysokou koncentrací homosexuálních mužů tak, že by si s nimi nemohl podat ruku.
V r. 1972 zanikla organizace San Francisco's Gay Activists Alliance a vznikla Gay Voter's League, skupina stojící za kampaní za znovuzvolení Richarda Nixona. V říjnu 1972 se reprezentanti Komise za znovuzvolení prezidenta snažili přimět gay voliče k podpoře Richarda M. Nixona v rámci jeho prezidentské kampaně v San Franciscu. Celý proces zaštiťovala Gay Voters League of San Francisco.

### Gerald Ford

#### Předseda menšinové strany a reprezentant za michiganský pátý kongresní distrikt
25. srpna 1965, reprezentant Gerald Ford hlasoval pro přijetí Zákona o imigraci a občanství (1965).

#### Prezident
5. března 1976 odpověděl prezident Gerald Ford na otázku ohledně práv homosexuálních občanů v oblasti bydlení a uplatnění na trhu práce takto: "Uznávám, že se jedná o velmi nový a alarmující problém v naší společnosti. Mojí dlouholetou zásadou bylo vždycky být vstřícný a chápavý vůči osobám, které se ode mne nějakým způsobem odlišují. To však ale neznamená, že jsem oprávněn vnucovat tento svůj postoj i ostatním spoluobčanům. Proto se domnívám, že bychom se měli snažit tomuto problému čelit, ale bohužel vám nejsem schopen dát ihned přímou odpověď na tuto otázku. Bylo by ode mne nečestné odpovídat vám v takto náročné situaci."
V r. 1976 byl během své roční prezidentské kampaně zničen aktivisty v Ann Arbor, v Michiganu, kvůli své federální imigrační politice. Protestující jej tehdy nutili, aby se přiznal, že si nebyl vědom zařazení homosexuality do kritérií v imigračních zákonech.

#### Po odchodu z funkce prezidenta
Gerald Ford jako bývalý prezident, stál v opozici Iniciativy Briggs v r. 1977, která usilovala o zákaz homosexuálním jedincům učit na veřejných školách. V říjnu 2001 se odtrhl od konzervativních členů Republikánské strany kvůli svému přesvědčení, že by se s gay a lesbickými páry "mělo rovně zacházet". Tímto se stal periodicky nejvýše postaveným republikánem prosazujícím politiku rovnosti sexuálních menšin, vč. návrhu novely federálního zákona stavějící mimo zákon diskriminaci homosexuálů v pracovněprávních vztazích, a zároveň jakousi naději, že Republikánská strana možná v budoucnu získá hlasy ze strany gay a lesbických voličů. Byl rovněž členem Republikánské unitární koalice, kterou prezentovaly The New York Times jako "skupinu prominentních Republikánů, vč. bývalého prezidenta Geradla R. Forda, jejímž posláním je vytvářet příznivé životní podmínky pro občany všech sexuálních orientací."

### Jimmy Carter
Po odchodu z funkce guvernéra Georgie
Jimmy Carter nejprve vydal v únoru 1976 prohlášení, že nesouhlasí s diskriminací na základě sexuální orientace, nicméně od tohoto postoje v červnu 1976 upustil, což se projevilo i na politice Demokratické strany.

#### Prezident
V r. 1977 došlo pod Carterovým vedením k výrazným změnám v politice, zejména v oblasti zaměstnanosti gayů a leseb v diplomacii a v Internal Revenue Service a v návratu ke všeobecnému mínění o homosexualitě coby nemoci, duševní poruchy atd. Ještě v ten samý rok bylo čtrnáct gay a lesbických aktivistů pozváno do Bílého domu na první oficiální návštěvu. Zde oficiálně prohlásil, že nesouhlasí s Briggs Initiative, i přesto však odmítl v březnu 1980 vydat prezidentské nařízení zakazující anti-gay diskriminaci na půdě federální vlády. Obdobně se postavil i k platformě na podporu práv sexuálních menšin v rámci Demokratické strany.

#### Po odchodu z funkce prezidenta
V r. 2004 Carter podpořil registrovaná partnerství a vyjádřil nesouhlas se všemi formami diskriminace na základě sexuální orientace i důvěru vůči rovnoprávnému postavení sexuálních menšin v rámci Čtrnáctého dodatku Ústavy Spojených států amerických. V r. 2007 bojoval proti zákazu gayům a lesbám sloužit v armádě. V březnu 2012 podpořil stejnopohlavní manželství.

### Ronald Reagan

#### Po odchodu z funkce guvernéra Kalifornie
Hlavním důvodem vzniku národní organizace Log Cabin Republicans v r. 1978 byl boj proti kalifornské Iniciativě Briggs, která stála za spuštěním petice pro zákaz homosexuálů učit na veřejných školách. Organizaci se tehdy povedlo získat na svoji stranu guvernéra Reagana, který petici veřejně odmítnul. Reagan se proti Iniciativě Briggs ohradil se slovy: "Ať už je homosexualita čímkoli, rozhodně se nejedná o infekční onemocnění podobné spalničkám. Převážná část odborné veřejnosti je toho názoru, že sexualita jednotlivce je předurčená už v prenatálním věku, a že pedagogičtí ji nemohou u dětí nijak ovlivnit."

#### Prezident
V rámci své prezidentské kampaně se Reagan vyjádřil k občanským právům homosexuálů takto:
Má kritika hnutí za práva homosexuálů nespočívá v odmítání jejich občanských práv, nýbrž ve snaze o uznání a akceptaci jejich alternativního způsobu života, což si myslím, že by společnost neměla činit, nebo snad ano.
Za Reaganova prezidentování nedocházelo k žádnému rozvoji občanských práv LGBT. Kromě toho byl také předmětem kritiky ze strany LGBT skupin za údajné přehlížení problematiky vzrůstající epidemie HIV/AIDS, ačkoli si v 80. letech minulého století vyžádala tisíce lidských životů. Reaganův generální chirurg z let 1982-1989 Dr. C. Everett Koop sám přiznal, že jeho snahy o řešení problémů byly blokovány prezidentským úřadem. Podle Koopa zněl postoj Reaganova úřadu takto: "Virus se primárně vyskytuje v homosexuální a drogově závislé populaci, což jasně svědčí o tom, že oběti nemoci dostaly to, co si právem zasluhují."
18. srpna 1984 vydal prezident Reagan oficiální stanovisko ke stejnopohlavnímu manželství, které znělo takto:
Společnost byla odnepaměti založená na svátosti manželského svazku tvořeného vzájemným poutem mezi mužem a ženou. Toto je jediným způsobem vzniku rodiny a potažmo i celé společnosti, jakož i zárukou pokračování národa. Židovsko-křesťanská tradice spočívá v tom, že muž a ženy stvrdí před Bohem svůj záměr stvořit nový život. Právě proto je naše společnost povolána k ochraně tohoto institutu. Relativizaci těchto hodnot a uznávání jakýchkoli jiných alternativ je nutné zastavit. Budeme i nadále bojovat proti všem pokusům o vládní uznávání homosexuality.
Prezident Reagan toto napsal jako odpověď také do dotazníku konzervativní publikace Presidental Biblical Scoreboard, veřejné kompilace minulých postojů a předvolebních slibů národních kandidátů.
V r. 1981, během 60. narozenin první dámy Nancy Reaganové, strávil malíř pracující v Bílém domě Ted Graber noc v Reaganově soukromé ubikaci se svým homosexuálním milencem Archiem Casem.

### George H. W. Bush

#### Viceprezident
V r. 1988 odsouhlasil George H. W. Bush, kandidát na viceprezidenta za Republikánskou stranu, plán ochrany osob nakažených HIV/AIDS před diskriminací.

#### Prezident
V době výkonu prezidentské funkce George H. W. Bush všeobecně podporoval zákony na podporu LGBT práv. 23. dubna 1990 podepsal Zákon o statistice zločinů z nenávisti, který zavazoval generálního prokurátora sbírat data o trestných činech páchaných z motivu rasy, náboženského přesvědčení, tělesné či duševní choroby, sexuální orientace a etnika oběti. Tento krok lze charakterizovat jako první federální uznání gayů, leseb a bisexuálů. 26. července 1990 podepsal George H. W. Bush Zákon o handicapovaných Američanech z r. 1990. 29. listopadu 1990 podepsal Bush nový Imigrační zákon z r. 1990, který vyňal termín "sexuální deviace" ze stávajícího Zákona o imigraci a národnosti tak, aby už nadále nemohl bránit homosexuálů ve vstupu na území Spojených států.
V televizním rozhovoru prozradil Bush, že kdyby zjistil, že je jeho vnouče homosexuální, miloval by jej "jako své dítě", ale zároveň mu připomněl, že homosexualita není normální, a že by se mělo zdržet boje za práva gayů. V únoru 1992 se setkal předseda Bush-Quyale kampaně se zástupci National Gay and Lesbian Task Force. V květnu 1992 jmenoval Anne-Imeldu Radicovou do čela Nadace umění.
Pat Buchanan, Bushův pravicově extrémní protivník, ztrativší svoji pozici v r. 1992, donutil Bushe k větší pravicové orientaci. Toto bylo pravděpodobně důvodem, proč veřejně vystupoval proti stejnopohlavnímu manželství. V r. 1992 se konalo ve Springu a Houstonu několik setkání Log Cabin Republicans. Hlavním tématem setkání bylo, zda podpořit či nepodpořit znovuzvolení George H. W. Bushe. Shodli se na tom, že jej nepodpoří, protože odmítal jejich anti-gay rétoriku v Republikánské národní konvenci 1992. Valná část gay komunity byla toho názoru, že se prezident Bush nedostatečně zajímá o problematiku AIDS. Urvashi Vaid argumentoval, že Bushova anti-gay rétorika motivovala konzervativní gay Demokraty a místní gay Republikány, kteří se podíleli na odstranění kandidáta Dukakise v r. 1988, podpořit Clintonovu kandidaturu.
V r. 1992 přijalo zastupitelstvo D.C. Zákon o expanzi zdravotních služeb podepsaný washingtonským starostou. 11. června 1992 přijal Kolumbijský distrikt návrh zákona o registrovaném partnerství. Každý rok počínaje 1992 a konče 2000 podávali zástupci Republikánů v Kongresu přílepky zákonů Kolumbijského distriktu, které by zakázali užití federálních a místních prostředků k implementaci Zákona o expanzi zdravotních služeb. 5. října 1992 podepsal Bush návrh zákona č. 6056, v němž byly zahrnuty i pozměňovací návrhy republikánských politiků.

#### Po odchodu z funkce prezidenta
V r. 2013 šel bývalý prezident George H. W. Bush jako svědek k lesbické svatbě Bonnie Clementové a Helen Thorgalsenové, které jsou majitelkami generálního skladu v Maine. V r. 2015 vydal Boston Globe prohlášení, že Bush již dříve navrhoval uznávání takových ceremoniálů, ale narážel na problémy v plánování.

### Bill Clinton

#### Guvernér Arkansasu
V r. 1992 arkansaský guvernér a v té době již také prezidentský kandidát Bill Clinton veřejně podpořil zrušení tamních zákonů proti sodomii. Díky tomuto kroku získal v tom samém roce záštitu od největší americké LGBT organizce pro svoji prezidentskou kampaň.

#### Prezident
Clintonovův přístup ke gay právům je obecně předmětem kontroverzí. Aktivista za LGBT práva Richard Socarides jej obecně hodnotí jako prvního prezidenta patrona práv sexuálních menšin, ale Clinotnova podpora dokumentů DOMA a DADT mu vytvořila několik kritiků. Například Andrewa Sullivana, který Clintona hodnotí spíše jako kontraproduktivní osobu, než jako spojence amerického LGBT hnutí.
V prosinci 1993 implementoval Clinton do politiky Ozbrojených sil Spojených států politiku známou pod názvem "Don't Ask, Don't Tell", jenž spočívá v tom, že gayové a lesby smějí působit v řadách armády, ale musí držet svoji sexuální orientaci v tajnosti. Každopádně součástí tohoto kroku byl i zákaz aktivně se zajímat o sexuální orientaci členů armády. Tento přístup byl koncipován jako kompromis po Clintonově schválení gayů a leseb sloužit v armádě, které se setkalo s odporem z prominentních řad Kongresu, zejména Republikánů a Demokratů, mezi něž patří i senátoři John McCain (R-AZ) a Sam Nunn (D-GA). Podle vyjádření aktivisty Davida Mixnera vedl Clintonův kompromis s opozicí k ostrému konfliktu s viceprezidentem Al Gorem, podle jehož názoru se prezident měl pokusit zrušit zákaz prostřednictvím prezidentského nařízení, i kdyby mělo být zamítnuté v Kongresu. Někteří gay aktivisté kritizují Clintona za to, že ve své podpoře jejich práv nešel dost daleko, a že se ve své kampani zaměřoval jenom na přízeň voličů, aby si udržel politickou kariéru. Jejich postoj se opíral o fakt, že Clinton mohl změnit vojenský zákon prostřednictvím prezidentského nařízení stejně jako prezident Harry Truman, kterému se takto podařilo zrušit rasovou segregaci v armádě. Clintonovi příznivci argumentují, že prezidentské nařízení mohl Senát vyprovokovat k vyloučení gayů a leseb ze zákona, respektive k tvorbě mnohem přísnějších vojenských zákonů v budoucnu. Později v r. 1999 sám Clinton kritizoval politiku, jíž sám implementoval. To, co bych chtěl dělat, je zaměřit se na přehodnocení politiky, jíž jsme zahájili v roce 1993. Pro tuto cestu jsme se rozhodli, protože se momentálně neosvědčuje. Osobně si myslím, že se nenajde žádná seriózní osoba, která by snad chtěla spekulovat o její vhodnosti," takto se vyjádřil Clinton v rozhovoru pro CBS Radio.
21. září 1996 podepsal Clinton federální Zákon o ochraně manželství (DOMA), který definoval manželství jako svazek jednoho muže a jedné ženy, čímž umožnil jednotlivým státům rušit uznaná stejnopohlavní manželství uzavřená v jiných zemích. Paul Yandura, mluvčí Bílého domu, tento krok gayům a lesbám vysvětlil tak, že DOMA byla politickým rozhodnutím, které učinili z důvodu období před volbami. Na svoji obranu řekl Clinton, že DOMA byla pokusem o zabránění nového dodatku ústavy, který by zakázal gay manželství ve všech státech, a že se tímto gestem snažil alespoň trochu "nakrmit" konzervativnější Kongres. Administrativní mluvčí Richard Socarides řekl: "Jiní prezidenti, kteří jsme znali, byli mnohem horší. A proto je třeba dát věcem víc času." Jiní byli mnohem kritičtější. Například vysloužilý gay aktivista a stoupenec gay manželství Evan Wolfson toto nazval historickým skandálem. 2. července 2011 zmínila edice The New York Times Clintonovu podporu Zákona o ochraně manželství přijatého v roce 1996. Tento krok označila za populistické předvolební gestu a za největší chybu období Clintonova prezidentování.
Navzdory skandálu ohledně přijetí federálního zákona DOMA je Clinton považován za prvního prezidenta, který neváhal zaměstnávat otevřené homosexuály na svých administrativních pozicích , což jej vyhodnocuje jako prvního prezidenta veřejně podporujícího gay práva. Během svého prezidentování vydal Clinton dvě průlomová kontroverzní prezidentská nařízení ve prospěch gay práv. První z r. 1995 zakazovalo bezpečnostní prověrky LGBT federálních zaměstnanců a druh z r. 1998 zakazovalo diskriminaci jiných sexuálních orientací na federální půdě. Bill Clinton zároveň spustil projekt pro výzkum a prevenci viru HIV/AIDS. Zasadil se také o kvalitnější léčbu nakažených. Taktéž se zasadil o přijetí zákonů proti homofobním zločinům z nenávisti a proti diskriminaci v pracovněprávních vztazích v soukromém sektoru, které však i přes jeho snahu neprošly během hlasování v Senátu r. 1996 o jediný hlas. Angažmá na tomto poli spolu s politickou nepopularitou gay hnutí v té době vedlo k podpoře Clintonova znovuzvolení v r. 1996 prostřednictvím kampaně Human Rights.
Podle statistik měl Clinton obsadit více než 150 pracovních míst otevřenými homosexuály, což jej činí prvním americkým prezidentem, který takto učinil. První otevřeně homosexuální americký velvyslanec James Hormel byl na svoji pozici nominován právě díky intervenci prezidenta, který takto rozhodl navzdory negativnímu postoji Senátu.
2. června 2000 se Clinton zúčastnil měsíce Pride Month, čímž se také stal prvním prezidentem zúčastnivším se gay události.

#### Po odchodu z funkce prezidenta
V r. 2008 Clinton veřejně odmítnul část kalifornského Návrhu č. 8 a aktivně se angažoval v kampani za jeho nepřijetí ze strany obyvatelstva státu Kalifornie. V červenci 2009 veřejně podpořil stejnopohlavní manželství. 7. března 2013 vyzýval Nejvyšší soud USA ke zrušení Zákona o ochraně manželství.

### George W. Bush
V r. 1994 vetoval Bush veškeré pokusy o zrušení texaských zákonů proti sodomii. Tento postoj obhájil odvoláním se na "symbolické gesto tradičních hodnot".

#### Guvernér Texasu
V r. 1997 podepsal guvernér Bush návrh zákona, který zakazoval jakékoli uznávání manželství osob stejného pohlaví v místním zákoně o rodině.
V r. 1998 během předvolební kampaně odpověděl negativně na otázku, zda by texaská vláda měla zahrnout sexuální orientaci do diskriminačních důvodu, a zda by podpořil legalizaci stejnopohlavního manželství v Texasu.
V r. 1999 zamítla komise složené z texaských Republikánů návrh zákona proti zločinům z nenávisti Byrda Jr., který by považoval trestné činy motivované pohlavím, náboženstvím, etnikem nebo sexuální orientací oběti za přitěžující okolnost vedoucí ke zvýšení trestní sazby. Markantní podíl na tomto rozhodnutí byl připisován guvernéru Bushovi, za což byl hojně kritizován. Bushův mluvčí Sullivan řekl, že vláda k návrhu nezaujala žádné oficiální stanovisko. Zato Louvon Harrisová, sestra Jamese Byrda, jasně viděla důvod Bushova odporu k návrhu v tom, že se týkal gayů a leseb. Guvernérova kancelář je totiž předtím kontaktovala se žádostí o vyjmutí sexuální orientace z návrhu, na což jí bylo odpovězeno "ne" s odůvodněním, že se počítá se všemi, respektive každý si zaslouží zákonnou ochranu," řekl Harris. V r. 2000 při prezidentské debatě Al Gore opět Bushe zkritizoval za bojkot návrhu v komisi s tím, že Bush odjakživa dával Texasu status nenávistného amerického státu, čímž rozhodně nejedná v jeho nejlepším zájmu. George W. Bush taktéž zkritizoval rozhodnutí Nejvyššího soudu New Jersey, že Skautské oddíly nemají právo zakazovat gayům členství ve svých řadách. Pevně věřím, že by Skautské oddíly coby soukromé organizace měly mít právo si stanovovat své vlastní podmínky," řekl Bush. Bush dále také vyjadřoval podporu zákazu homoparentálního osvojování a pěstounské péče.
Ve své kampani z r. 2000 nijak nepodpořil žádné pro-gay zákony. V prezidentské debatě v r. 2000 se George W. Bush vyslovil proti stejnopohlavnímu manželství s tím, že respektuje právo jednotlivých států se k této problematice postavit tak, jak samy uznají za vhodné. Během kampaně se odmítnul vyjádřit k zákonu o civilních svazcích ve Vermontu. 13. dubna 2000 se guvernér Bush stal prvním prezidentským kandidátem, který se veřejně setkal s gay Republikány v texaském Austinu. 4. srpna 2000 obdržel od Log Cabin Republicans, největší gay republikánské organizace, podporu v kandidatuře na prezidenta Spojených států. Také ho podporovala Republican Unity Coalition. V prezidentské debatě s Al Gore v r. 2000 podpořil Zákon na ochranu manželství a politiku Don't ask, don't tell. K dříve podporovaným zákonů proti sodomii se však vyjádřil odmítavě.

#### Prezident
George W. Bush byl jako prezident v nahlížení na gay práva buď neutrální, anebo opoziční. Ve svém osmiletém působení v Bílém domě byl Bush ve vztahu k právům sexuálních menšin nepředvídatelný. Mnoho expertů se domnívá, že se snažil vyhnout špatné publicitě a zároveň neztratit podporu z řad konzervativních křesťanů. Například se nikdy nepokusil zrušit Clintonovo nařízení zakazující anti-gay diskriminaci na půdě federální vlády. Bushovy kritici toto však vnímají spíš jako jeho neschopnost využívat prezidentská nařízení. Taktéž neprovedl žádné změny v Clintonově politice AIDS a jako první republikánský prezident jmenoval otevřeně homosexuálního muže Scotta Evertze do vedení Úřadu národní AIDS politiky. Bush se tímto stal druhým prezidentem po Clintonovi, který do své administrativy jmenoval otevřené homosexuály. Nově jmenovaný velvyslanec v Rumunsku Michael E. Guest se takto stal druhým otevřeně homosexuálním americkým velvyslancem a prvním, který byl potvrzen i Senátem. Nezrušil ani manželské benefity pro federální zaměstnance, které zavedl Clinton. Vojenskou politiku Don't ask, don' tell se ani nepokusil zrušit, ale ani ji aktivně neprosazoval.
V dubnu 2002 se na půdě Bilého domu konala neohlášená tisková konference s úředníky pro Log Cabin Republicans. 27. června 2002 podepsal prezident Bush návrh garantující pozůstalostní benefity partnerům zemřelých policistů, hasičů a všech, kteří zemřou při výkonu svého povolení. Tehdy se jednalo o první federální uznání pozůstalostních benefitů pro homosexuální páry.
V r. 2003 rozhodl Nejvyšší soud USA ve sporu Lawrence vs. Texas, že zákony proti sodomii kriminalizující konsensuální stejnopohlavní soulož mezi dospělými jedinci je neústavní. Mluvčí Bílého domu Ari Fleischer se k tomuto rozhodnutí odmítnul vyjádřit. Co dělají dospělí dobrovolně v soukromí svých domovů, je čistě jenom jejich věc," poznamenal později v r. 2004 prezident Bush.
Ač Bush podpořil právo států legalizovat na svém území manželství osob stejného pohlaví oznámil po sporu Goodridge vs. Ministerstvo zdravotnictví podporu dodatku ústavy, který by jej zakázal. A právě proto se také Log Cabin Republicans rozhodli nepodpořit jeho znovuzvolení v r. 2004. Bushova podpora federálního zákona na ochranu manželství FMA (Federal Marriage Amendment) vedla k hlasování skupiny 22:2 proti opětovné podpoře Bushovy prezidentské kandidatury. Okrsek The Palm Beach na Floridě své stanovisko k němu však změnil v důsledku změny svého charakteru. 22. září 2004 podpořila Bushovu kandidaturu skupina mladých městských gay Afroameričanů republikánů Abe Lincoln Black Republican Caucus (ALBRC) na zvláštním sjezdu v Dallasu. Na říjnové prezidentské debatě poznamenal Bush, že neví, zda je homosexualita volbou, či nikoliv. V říjnu 2004 podpořil Bush civilní svazky párů stejného pohlaví.
V r. 2007 vetoval Bush Zákon proti zločinům z nenávisti, který měl zahrnovat homofobně motivované trestné činy do zločinů z nenávisti, a Zákon proti diskriminaci v zaměstnání.
V prosinci 2008 odmítl Bushův úřad podpořit deklaraci Spojených národů proti násilí, harašmentu, diskriminaci, ostrakizaci, stigmatizaci a předsudkům vůči jiným sexuálním orientacím a genderovým identitám.

#### Po odchodu z funkce prezidenta
V rozhovorech po odchodu z úřadu se George W. Bush odmítnul vyjádřit k tématu stejnopohlavního manželství.

### Barack Obama

#### Senátor státu Illinois
Obama vyjádřil podporu stejnopohlavnímu manželství už v době, kdy byl prvně zvolen do Senátu státu Illinois v r. 1996. Při svém znovuzvolení do illinoiského Senátu v r. 1998 se od legalizace stejnopohlavního manželství sice distancoval, ale podpořil začlenění sexuální orientace do státních zákonů proti diskriminaci. Během své funkce senátora spolupodporoval návrh novelizující illinoiský zákon o lidských právech (Illinois Human Rights Act) zahrnující ochranu LGBT minority před diskriminací na pracovišti, bydlení a ostatních sférách veřejného života. Taktéž podporoval illinoiský zákon proti genderovému násilí.

#### Senátor USA za stát Illinois
Ve své kandidatuře na post senátora USA v r. 2004 a prezidenta USA v r. 2008 podporoval Obama civilní svazky, ale ne stejnopohlavní manželství. Zastával sice názor, že by stejnopohlavním párům měla být přiznána veškerá práva a povinnosti vyplývající z manželství, ale že by otázka přímé legalizace manželství měla být řešená stát od státu.
Jako senátor Obama spolupodpořil Zákon proti diskriminaci v zaměstnání, Zákon proti zločinům z nenávisti, Zákon o rovném zdaňování partnerů a zdravotních benefitech a Zákon o včasné léčbě HIV.
Ve své 109. Kongresu USA obdržel Obama skóre 89 % v Human Rights Campaign.
V r. 2006 Obama hlasoval proti federálnímu manželskému zákonu FMA, jehož účelem byla definice manželství jako svazku jednoho muže a jedné ženy v Ústavě Spojených států amerických.
V r. 2007 odsoudil přijatý Zákon o ochraně manželství DOMA z r. 1998 a vnitřní politiku armády Don't ask, don't tell a podporoval jejich zrušení. Taktéž řekl, že homosexualita není volbou, a že podporuje plná adopční práva pro homosexuální páry, a že pokud se stane americkým prezidentem, že rozšíří tisíc federálních práv manželů na civilní svazky. Dále podpořil Kennedyho novelu Zákona o rozpočtu státu na r. 2008, díky níž se posílila státní ochrana obětí homofobních a transfobních zločinů z nenávisti, boj s HIV/AIDS iniciovaný Tomem Lantosem a Henrym J. Hydem a Zákon o boji s tuberkulózou a malárií.
Ve své prezidentské kampani z r. 2008 se vymezil proti Návrhu 8 (Proposition 8) dodatku kalifornské ústavy zakazující stejnopohlavní manželství a listopadovému referendu na Floridě. Za to se ale v rozhovoru z r. 2008 vyjádřil na podporu manželství mezi mužem a ženou a proti gay sňatkům. Ve 110. Kongresu USA získal Obama od Human Rights Campaign 94 %. V prezidentských volbách r. 2008 dostal Obama podporu od následujících LGBT organizací: Houston GLBT Political Caucus  Human Rights Campaign a National Stonewall Democrats.

#### Prezident

##### 2009
Prezident Barack Obama zaujímal vůči LGBT právům velmi vstřícný postoj. V r. 2009 zrušil jeho úřad Bushovu politiku a USA podepsaly deklaraci OSN usilující o globální deklaraci homosexuality. V červnu 2009 se Obama stal prvním americkým prezidentem, který přiznal měsíci červnu status měsíce LGBT hrdosti; prezident Clinton uznal měsíc červen jako měsíc Gay a lesbické hrdosti. Obama tak učinil i v červnu 2010, červnu 2011, červnu 2012, červnu 2013, červnu 2014  a červnu 2015.
17. června 2009 vydal prezident Obama nařízení, které garantuje homosexuálním partnerům federálních zaměstnanců nárok na jisté benefity. Nařízení nezahrnuje plné krytí zdravotních výdajů. 28. října 2009 podepsal Obama Zákon proti zločinům z nenávisti, který začleňuje sexuální orientaci, pohlaví, genderovou identitu a postižení do federálního zákona proti zločinům z nenávisti.
V říjnu 2009 nominoval jmenoval otevřeně homosexuální ženu Sharon Lubinskiovou do pozice maršála minnesotského distriktu.

##### 2010
4. ledna 2010 jmenoval Amandu Simpsonovou do čela starší technické poradkyně Ministerstva obchodu, čímž z ní učinil první otevřeně transgender osobu nominovanou americkým prezidentem na post vládní pracovnice. Žádný jiný prezident nesvěřil gayům a lesbám tolik úřednických míst jako Barrack Obama.
Na začátku roku 2010 začlenil Obamův úřad genderovou identitu do diskriminačních důvodů v rámci pole působnosti Komise pro rovné pracovní příležitosti (Equal Employment Opportunity Commission EEOC). 15. dubna 2010 vydal Obama prezidentské nařízení Ministerstvu zdravotnictví, které zavázalo zdravotnická zařízení umožňovat homosexuálním občanům navštěvovat své protějšky v nemocnicích, být informováni o jejich zdravotním stavu a zastupovat je v medicínských záležitostech. V červnu 2010 rozšířil působnost Zákona o péči o rodinné příslušníky (Family Medical Leave Act) na zaměstnance, kteří pečují o děti svých stejnopohlavních partnerů. 22. prosince 2010 podepsal Obama Zákon o zrušení politiky Don't ask, don't tell (Don't ask, don't tell Repeal Act of 2010).

##### 2011
23. února 2011 nařídil Obama Ministerstvu spravedlnosti přestat uplatňovat Zákon o ochraně manželství před soudem.
V březnu 2011 vydaly Spojené státy nezávaznou deklaraci na podporu gay práv, kterou následně podpořilo více než 80 zemí OSN. V červnu 2011 poprvé podpořila OSN práva gayů, leseb a translidí po přijetí rezoluce navržené Spojenými státy.
18. srpna 2011 oznámil Obamův úřad, že by se měla zastavit deportaci ilegálních přistěhovalců, kteří nejsou v souladu se standardy národní nebo veřejné bezpečnosti. Pod termínem "rodina" myslel Bílý dům i partnery gayů, leseb a bisexuálů.
30. září 2011 vydalo Ministerstvo obrany nové směrnice, které umožnily vojenským kaplanům oddávat homosexuální páry, ať už v armádě či mimo ní, ve státech, které takové svatby umožňují.
5. prosince 2011 vydal Bílý dům oficiální prohlášení, že Spojené státy využíjí všech prostředků americké diplomacie, včetně vlivu jejich zahraniční pomoci, na celosvětovou podporu LGBT práv.

##### 2012
V březnu a dubnu 2012 vyjádřil Obama nesouhlas s přijetím ústavního zákazu stejnopohlavního manželství v Severní Karolíně a Minnesotě.
3. května 2012 povolil Federální úřad věznic začlenit zástupce LGBT do programu diverzity na všech 120 věznicích operujících ve Spojených státech.
9. května 2012 podpořil Obama veřejně stejnopohlavní manželství, čím se stal prvním americkým prezidentem, který tak učinil. Na tiskové konferenci řekl následující:

| „ | V průběhu několika let jsem mluvil s přáteli, rodinou a sousedy, když jsem přemýšlel o sestavě mého vlastního personálu. Někteří z nich žili v takových zvláštních monogamních stejnopohlavních svazcích, v nichž taktéž vychovávali děti. Tehdy jsem začal přemýšlet o vojácích, pilotech, mariňácích a námořnících, kteří bojují za mou i naší bezpečnost a zároveň žijí v omezení, ačkoliv je politika Don't ask, don't tell již dávno zrušená, neboť nemohou ani stvrdit svůj svazke manželstvím. A právě vědomí tohoto faktu mě donutilo učinit takto těžké životní rozhodnutí, že by párům stejného pohlaví mělo být umožněno uzavřít právoplatný sňatek. | “ |

V nadcházejících prezidentských volbách získal Obama podporu následujících LGBT organizací: Equal Rights Washington, Fair Wisconsin, Gay-Straight Alliance, Human Rights Campaing a National Stonewall Democrats. The American Civil Liberties Union (ACLU) ohodnostila Obamovo prezidentování 100 % ve věci gayů a leseb v armádě a 75 % ve věci práva na sňatek.

##### 2013
7. ledna 2013 se Pentagon usnesl na vyplacení odškodného všem členům armády, kteří byli vyloučeni za trvání politiky "Don't ak, don't tell."
Při svém druhém inauguračním projevu 21. ledna 2013 volal Obama po plné rovnoprávnosti: "Naše cesta ještě není kompletní, a ani nebude, dokud se nezačne s našimi gay bratry a sestrami před zákonem zacházet jako s každým jiným, a dokud se láska, kterou považujeme za rovnoprávnou, jí doopravdy nestane." Jedná se o historicky první zmínku práv gayů a leseb, jakož i užití slova "gay", při takové příležitosti.
1. března 2013 se Obama vyjádřil ke kauze Hollingsworth vs. Perry řešené před Nejvyšším soudem USA. Předmětem jednání byl kalifornský Návrh č. 8. Když se vás Nejvyšší soud ptá, co si myslíte o kalifornském zákonu, který neobsahuje žádný racionální důvod pro diskriminaci homosexuálních párů, vyjma faktu, že se jedná o dvojice stejného pohlaví, pak pokud jsme já, Nejvyšší soud, můj generální prokurátora nebo generální advokát tázáni, zda si myslíme, že se jedná o ústavní problém, cítím se povinen pro dobro nás všech odpovědět "ne"," pronesl Obama. Administrativa zaujímá pozici, že by Nejvyšší soud měl kalifornský zákaz podrobit přísné kontrole právních expertů, kteří sami posoudí, zda je oprávněný.
8. srpna 2013 kritizoval Obama ruský anti-gay zákon.
26. prosince 2013 podepsal Obama zákon o rozpočtu národní obrany pro rok 2014, jehož součástí bylo i zrušení konsensuální sodomie ve vojenském právu.

##### 2014
16. února 2014 kritizoval Obama ugandský anti-gay zákon.
28. února 2014 podpořil Obama veto arizonské guvernérky Brewerové k zákonu SB 1062.
Obama začlenil otevřené gay atlety do olympijské delegace v únoru 2014. Brian Boitano a Caitlin Cahowová (nahradila Billie Jean Kingovou). Učinil tak záměrně za účelem protestu proti ruskému anti-gay zákonu.
21. července 2014 vydal Obama prezidentské nařízení č. 13672 začleňující genderovou identitu mezi chráněné diskriminační důvody v zákonu o federálních civilních pracovnících. Tímto se staly "sexuální orientace" a "genderová identita" chráněným důvodem na půdě federální vlády.
Obama byl zkritizován za setkání s anti-gay ugandským prezidentem Yoweri Museveni na večeři s africkými hlavami států v srpnu 2014.
Později v srpnu 2014 natočil Obama překvapivé video při příležitosti zahájení Gay Games v r. 2014.

##### 2015
10. února 2015 vyšla do oběhu kniha Davida Axelroda s názvem Believer: My Forty Years in Politics (Věřící: Mých 40 let v politice). V knize Axelrod zmínil Obamovu "lživou" kampaň v r. 2008, v níž vyjadřoval svoji opozici vůči stejnopohlavnímu manželství z náboženských důvodů. Nemyslím si, že jsem zrovna ta správná osoba, proti níž by se měla vést taková dezinformační kampaň," takto na to odpověděl Axelrodovi Obama, po přečtení části o opozici vůči stejnopohlavnímu manželství v knize.
V r. 2015 jmenovaly Spojené státy Randyho Berryho zvláštním pověřencem pro lidská práva LGBT osob.
Taktéž potvrdila v r. 2015 Obamova administrativa otevření genderově-neutrálních toalet v rámci komplexu Bílého domu; toalety se nacházejí ve Eisenhowerově budově vedle Pravého křídla.
Taktéž v r. 2015 odpověděl Obama na petici za zákaz konverzní terapie (inspirována sebevraždou Leelah Alcornové) tak, že se o takový zákaz hodlá zasazovat.
V r. 2015 při příležitosti deklarace měsíce května Národním měsícem pěstounské péče vyřknul Obama slova, která na půdě Bílého domu při proklamaci o adopcích ještě dosud nezazněla. Jejich znění je následující: "Když se zamyslíme nad tolika dětmi, které hledají domov a zázemí, musíme zvážit všechny kvality potenciálních pečovatelů a zájemci o pěstounství a adopci bez ohledu na rasu, náboženské vyznání, sexuální orientaci, genderovou identitu nebo rodinný stav. I to je důvod, proč usilovně pracujeme na bourání stále existujících bariér, a proč se snažíme rekrutovat, co nejvíc kompetentních náhradních rodičů." Tímto se stal prvním americkým prezidentem, který explicitně řekl, že by genderová identita neměla být důvodem diskvalifikování z procesu adopce a pěstounství.
29. října 2015 schválil prezident Obama houstonský Návrh č. 1.
10. listopadu 2015 oznámil Barack Obama oficiálně svoji podporu zákonu o rovnosti (2015).

##### 2016
V červnu 2016 zařadil prezident Obama nový Stonewall National Monument v Greenwich Village, Lower Manhattan, do seznamu Národních kulturních památek a uctil památku Hnutí za práva LGBT.

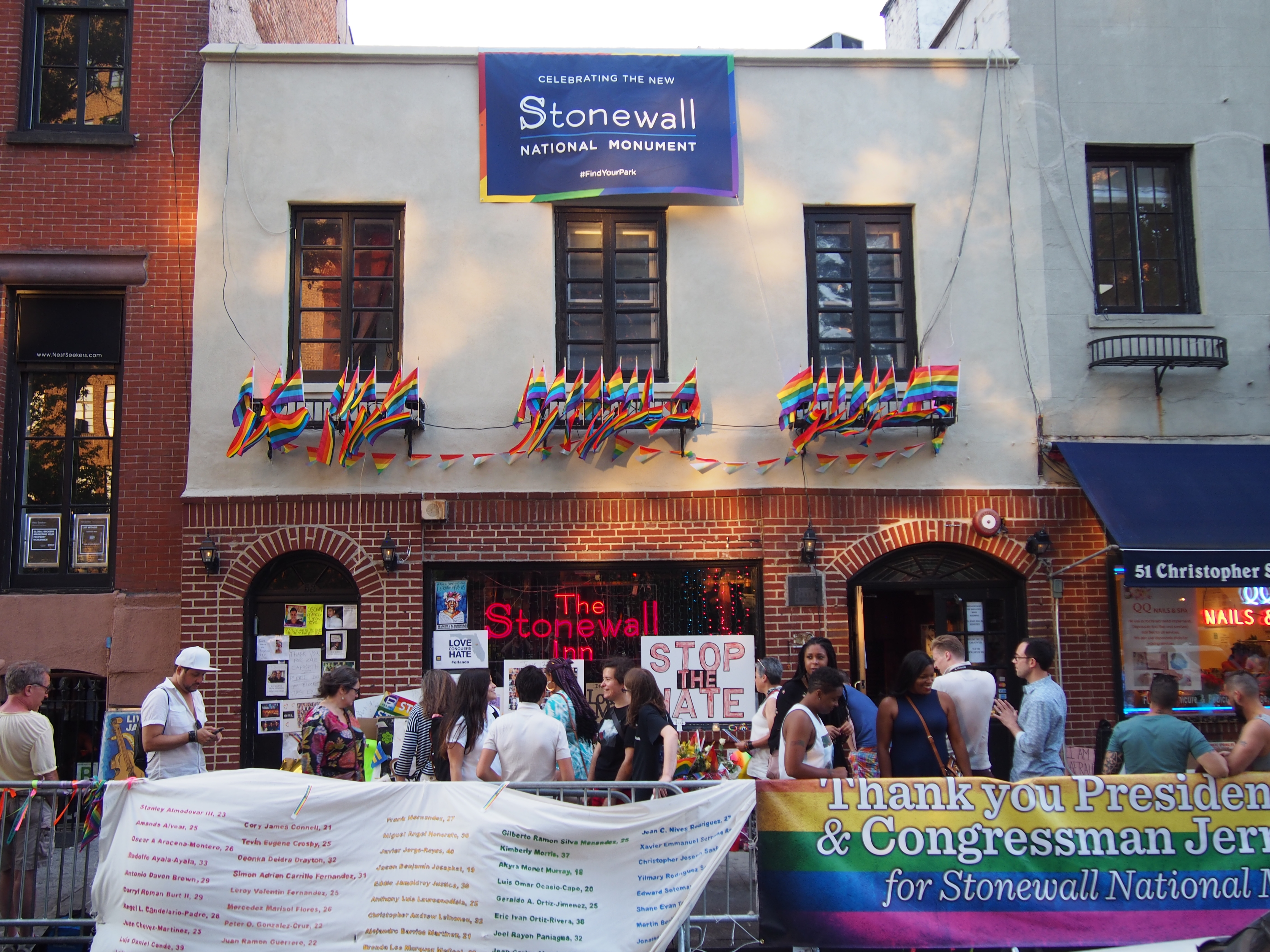
Stonewall Inn na 53 Christopher Street v Greenwich Village, Manhattan symbolizuje národní historický mezník a Stonewall National Monument připomíná začátek Stonewallských nepokojů v r. 1969.

20. října navrhl prezident Obama Kate Brownovou jako guvernérku Oregonu. 8. listopadu se Kate Brownová stala první otevřeně LGBT guvernérkou. Kate Brownová je bisexuální žena, která přežila sexuální útok. Úřad převzala v r. 2015 z důvodu rezignace. Během svého působení prosadila zákaz konverzní terapie praktikované na mladistvých.

### Donald J. Trump
Po volebním vítězství republikánského prezidenta Donalda Trumpa média zaznamenala (statistikami zatím nepodložené) výpovědi lidí o zvýšené poptávce gay a lesbických párů po uzavření sňatků, a to z obav, že by se za jeho prezidentování mohly stejnopohlavní svazky stát opět nelegálními. Dalším uváděným důvodem některých uspíšených sňatků bylo vzdání holdu odcházejícímu prezidentu Obamovi. V den Trumpovy inaugurace do úřadu byly z webových stránek Bílého domu smazány některé stránky o LGBT tématech, stejně jako zmínky o klimatické změně a některých dalších tématech.

## Politické strany

### Demokratická strana (2012)
Demokratická strana odmítala ve své národní platformě Zákon o ochraně manželství a podporovala "rovná práva a povinnosti, jakož i rovnou právní ochranu" pro stejnopohlavní páry. Taktéž přímo podporovala stejnopohlavní manželství.

### Plaforma Demokratické strany 2016
Podpora rozhodnutí Nejvyššího soudu o rovnosti manželství,
Podpora rozsáhlé federální protidiskriminační politiky pro LGBT Američany v bydlení, zaměstnání, veřejném ubytování, bankovních a pojišťovacích službách, vzdělávání a federálním financování. Podpora začlenění LGBT osob do zákonů proti pohlavní diskriminaci, Odmítání anti-LGBT státních zákonů, včetně anti-transgender legislativy,
Podpora boje s bezdomovectvím mladistvých,
Podpora politiky na podporu lepších vzdělávacích podmínek pro LGBT studenty,
Podpora LGBT seniorů,
Podpora přístupu translidí ke zdravotním službám,
Konec s homofobním a transfobním násilí a veškerou anti-LGBT nenávistí,
Podpora duševního zdraví "Rovné podmínky pro LGBT veterány, včetně aktivního přezkumu a vyzdvihování činů veteránů vyloučených z armády pro jejich sexuální orientaci."
"Demokraté věří, že LGBT práva jsou lidská práva, a že by Zahraniční politika USA měla spočívat v globálním rozšiřování rovných podmínek a příležitosti pro všechny osoby, aby mohly žít v důstojnosti, bezpečí a respektu bez ohledu na to, koho milují."

#### Platforma Demokratické strany k problematice HIV/AIDS (2016)
"Demokraté věří, že je generace bez AIDS na dosah. Ale dnes ještě mnoho Američanů žije s HIV statusem a je bez přístupu ke kvalitní péči, přičemž každoročně přibývají noví nakažení. I to je důvod, proč začleňujeme do našeho programu Národní HIV/AIDS strategii; podpora výzkumu ze strany Národního institutu pro zdraví; minimální ceny medikamentů pro infikované virem HIV/AIDS; reforma HIV trestních zákonů; a expanzi přístupu k programům prevence HIV, zejména pro rizikové skupiny. V zahraničí budeme pokračovat s naším prezidentským programem boje s AIDS a rozsáhlým financováním strategie prevence a léčby HIV/AIDS na globální úrovni. Demokraté budou vždy osoby žijící s touto nemocí chránit před stigmatizací a diskriminací."

### Republikánská strana (2012)
Republikánská strana odmítá ve své platformě z r. 2012 jakékoli uznávání stejnopohlavních svazků, podporuje zákaz stejnopohlavního manželství prostřednictvím federální změny ústavy spolu se státními ústavními zákazy stejnopohlavního manželství a Zákonem o ochraně manželství. Nicméně i tak se mezi neúspěšnými nominovanými prezidentskými kandidáty za Republikánskou stranu v r. 2012 stal Fred Karger, první otevřeně homosexuální republikánský kandidát na prezidenta USA.

### Platforma Republikánské strany 2016
Odmítnutí stejnopohlavního manželství,
Odmítnutí zákazu konverzní terapie praktikované na mladistvých,
Odmítnutí práv translidí,
Odmítnutí ochrany, Odmítnutí ochrany LGBT komunity v rámci politiky boje s pohlavní diskriminací, Podpora legislativy na ochranu diskriminace LGBT lidí ("První dodatek Ústavy"/Náboženská svoboda")

### Libertariáni
Libertariánská strana zaujímá ve vztahu k agendě LGBT práv čistě liberatariánský postoj, včetně podpory manželské rovnosti, a to už od r. 1971. Mimo jiné se i aktivně snaží o zrušení veškerých zákazů stejnopohlavního manželství a odmítá jakékoli jeho zákonné definice.
V r. 1972 se John Hospers stal prvním otevřeným homosexuálním libertariánem, který kandidoval na post prezidenta Spojených států.

### Strana zelených
Strana zelených deklarovala svoji přízeň zlepšování LGBT práv ve svém inauguračních programu v r. 2000.
Neformální koalice Stran zelených, která existovala v USA v letech 1983-2000, se však také podílela na zpomalení rozvoje LGBT práv.

### Státoprávní strana
Státoprávní strana odmítá jakákoli práva sexuálních menšin, včetně legálního konsensuálního stejnopohlavního sexuálního styku. Strana je silně konzervativní a má sklony ke křesťanskému rekonstruktismu, včetně spolupráce s konzervativními křesťanskými církvemi. Opírá se o ideologii paleokonzervatismu.

### Další politické strany
Ačkoliv hodně amerických socialistických a komunistických politických stran problematiku spíše přehlíží, vznikají nové iniciativy práva LGBT podporující. Socialisté mají také více přívětivý přístup k právům jiných genderových identit než ostatní strany.
Lavender Greens
Ačkoliv hodně amerických socialistických a komunistických politických stran problematiku spíše přehlíží, vznikají nové iniciativy práva LGBT podporující. Socialistická strana byla první stranou, která nominovala otevřeně homosexuálního muže Davida McReynoldse do prezidentské kandidatury v r. 1980. Socialisté mají také více přívětivý přístup k právům jiných genderových identit než ostatní viditelnější strany.

## Stručný přehled LGBT práv v USA
Níže uvedená tabulka je zjednodušená pro účely srovnání ostatních článků o LGBT právech na Wikipedii.
| Legální stejnopohlavní styk                                                            | (celonárodně od r. 2003) |
| Stejný věk legální způsobilosti k pohlavnímu styku pro obě orientace                   | / |
| Antidiskriminační zákony v zaměstnání                                                  | / (viz výše) |
| Antidiskriminační zákony v přístupu ke zboží a službám                                 | / |
| Antidiskriminační zákony v ostatních oblastech (homofobní urážky, zločiny z nenávisti) | (USA nemají federální legislativu proti homofobním a transfobním projevům nenávisti) |
| Stejnopohlavní manželství                                                              | (od r. 2015 celonárodně, mimo Americkou Samou) |
| Jiná forma stejnopohlavního soužití                                                    | (od r. 2015 celonárodně, mimo Americkou Samou, prostřednictvím výše uvedené legalizace manželství) |
| Adopce dítěte partnera                                                                 | Ano |
| Společná adopce dětí stejnopohlavními páry                                             | (od r. 2015 celonárodně, mimo Americkou Samou) |
| Gayové a lesby smějí otevřeně sloužit v armádě                                         | (2011) |
| Možnost změny pohlaví                                                                  | / (18 států, Washington DC a 1 teritorium nepožadují chirurgický zásah a sterilizaci k vydání nových dokladů [ideální politika]; 28 států a 2 teritoria požadují chirurgický zásah a sterilizaci pro vydání nových dokladů; 4 státy a 1 teritorium mají úplný zákaz provádět takové úkony) |
| Přístup k umělému oplodnění pro lesbické ženy                                          | Ano |
| Náhradní mateřství pro gay páry                                                        | Ano |
| MSM smějí darovat krev                                                                 | Ne |

## Podrobný přehled LGBT práv v USA
| Legální stejnopohlavní styk | (na federální úrovni od r. 2003)                       |
| Homosexualita vyřazena ze seznamu nemocí | (1973)                                                 |
| Stejný věk legální způsobilosti k pohlavnímu styku pro obě orientace | /                                                      |
| Transgender vyřazen ze seznamu nemocí | (2012)                                                 |
| Chirurgická terapie, hormonální terapie a veškeré výdaje související se změnou pohlaví jsou hrazeny z veřejného zdravotního pojištění | /                                                      |
| Možnost změny pohlaví bez nutnosti chirurgického zásahu | /                                                      |
| Federální zákony proti zločinům z nenávisti páchaným z motivu jiné sexuální orientace nebo genderové identity oběti | (2009)                                                 |
| Zákaz policejního profilování na základě domnělé odlišné sexuální orientace nebo genderové identity | /                                                      |
| Sexuální orientace patří mezi kritéria, na jejichž základě lze udělit azyl | (1994)                                                 |
| Genderová identita patří mezi kritéria, na jejichž základě lze udělit azyl | /                                                      |
| Stejnopohlavní manželství | (na federální úrovni od r. 2015, mimo Americkou Samou) |
| LGBT antidiskriminační zákony v oblasti adopce, opatrovnictví a návštěvnických práv | /                                                      |
| Společná adopce dětí stejnopohlavními páry | (na federální úrovni od r. 2015, mimo Americkou Samou) |
| Adopce dítěte partnera | Ano                                                    |
| Gayové, lesby a bisexuálové smějí otevřeně sloužit v armádě | (2011)                                                 |
| Transgender osoby smějí otevřeně sloužit v armádě | Ne                                                     |
| Manželské návštěvy ve výkonu trestu odnětí svobody jsou umožněny i pro stejnopohlavním párům | /                                                      |
| Zákaz terapie homosexuality | /                                                      |
| Zákaz šíření antigay a antitrans propagandy | /                                                      |
| Zákony proti šikaně LGBT studentů ve veřejných školách a na veřejných univerzitách | /                                                      |
| LGBT antidiskriminační zákony v zaměstnání | /                                                      |
| LGBT antidiskriminační zákony ve zdravotním pojištění | /                                                      |
| LGBT antidiskriminační zákony v sociální pomoci lidem bez domova | /                                                      |
| LGBT antidiskriminační zákony v bydlení | /                                                      |
| LGBT antidiskriminační zákony ve věznictví, juvenilním soudnictví, detenčních zařízeních pro imigranty, vč. práva transsexuálních osob na zacházení odpovídající jejich psychickému pohlaví (výkon trestu odnětí svobody ve věznici pro jejich pohlaví atd.) | /                                                      |
| LGBT antidiskriminační zákony v přístupu ke zboží a službám | /                                                      |
| LGBT antidiskriminační zákony ve veřejných ubytovnách, veřejných zařízeních a veřejné dopravě | /                                                      |
| LGBT antidiskriminační zákony ve veřejných nemocnicích, ambulantních službách a v poskytování první pomoci | /                                                      |
| LGBT antidiskriminační zákony ve veřejných školách a na veřejných univerzitách | /                                                      |
| Semináře na podporu LGBT práv jsou součástí školních osnov | /                                                      |
| Transgender osoby mají v oblastech segregace pohlaví právo být řazeny podle jejich psychického pohlaví (např. veřejné toalety | /                                                      |
| Ve veřejných toaletách se nerozděluje na základě pohlaví | / (žádné federální zákony, některé obce toto umožňují) |
| Zákony regulující začátek pohlavního života zacházejí s heterosexuálními a homosexuálními páry stejně | /                                                      |
| Imigranti a turisté s neurčitým pohlavím v rodném listě mají možnost získat vstup (osoby pocházející ze zemí uznávajících institut „třetího pohlaví“ - např. Hizdžry)                                                                                        | Ne [ 264 ] [ 265 ]                                     |
| USA vedou statistiku leseb, gayů, bisexuálů a transsexuálů | Ne                                                     |
| MSM smějí darovat krev | Ne                                                     |